# Dom St. Nikolai (Greifswald)

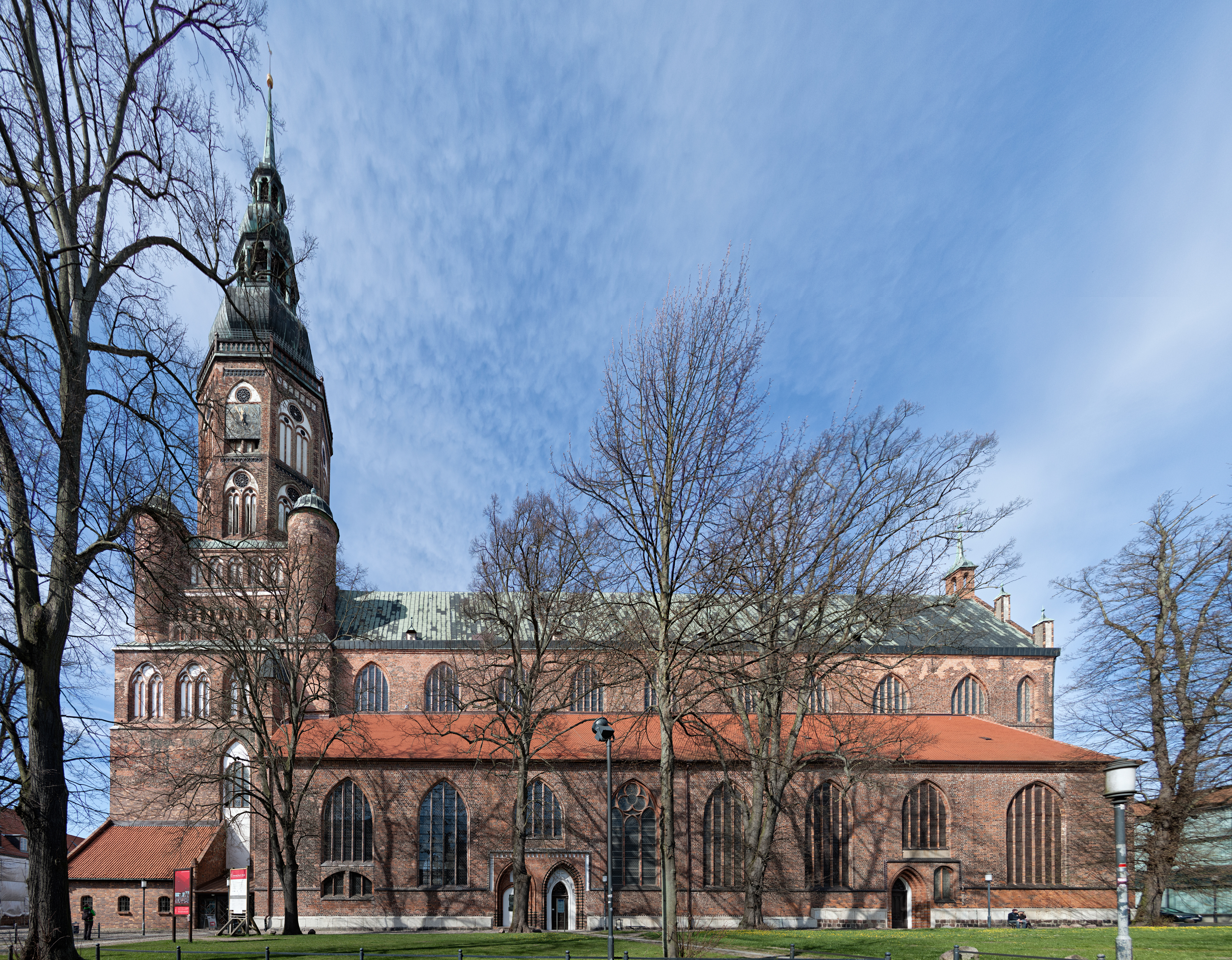
St. Nikolai Greifswald (2015)

Der Greifswalder Dom St. Nikolai ist ein gotischer Backsteinbau, Wahrzeichen der Hansestadt Greifswald und liegt im westlichen Zentrum der Stadt. Der Greifswalder Dom war 1947–2012 die Haupt- bzw. Bischofskirche der Pommerschen Evangelischen Kirche. Heute ist er Predigtstätte des Regionalbischofs für den Sprengel Mecklenburg und Pommern der Evangelisch-Lutherischen Kirche in Norddeutschland und er wird von der Kirchengemeinde St. Nikolai genutzt.

## Namensgebung und Patronat
Das Patrozinium der Kirche geht auf Nikolaus von Myra, den Schutzheiligen der Seefahrer und Händler, zurück. Wegen dieses Schutzheiligtums war St. Nikolaus vor allem in den norddeutschen Küstenländern beliebt und als Patron weit verbreitet. Da diese Kirche zusammen mit St. Marien und St. Jacobi das Stadtbild Greifswald prägt, wird sie im Volksmund ob ihres hohen Turmes auch „langer Nikolaus“ genannt. 

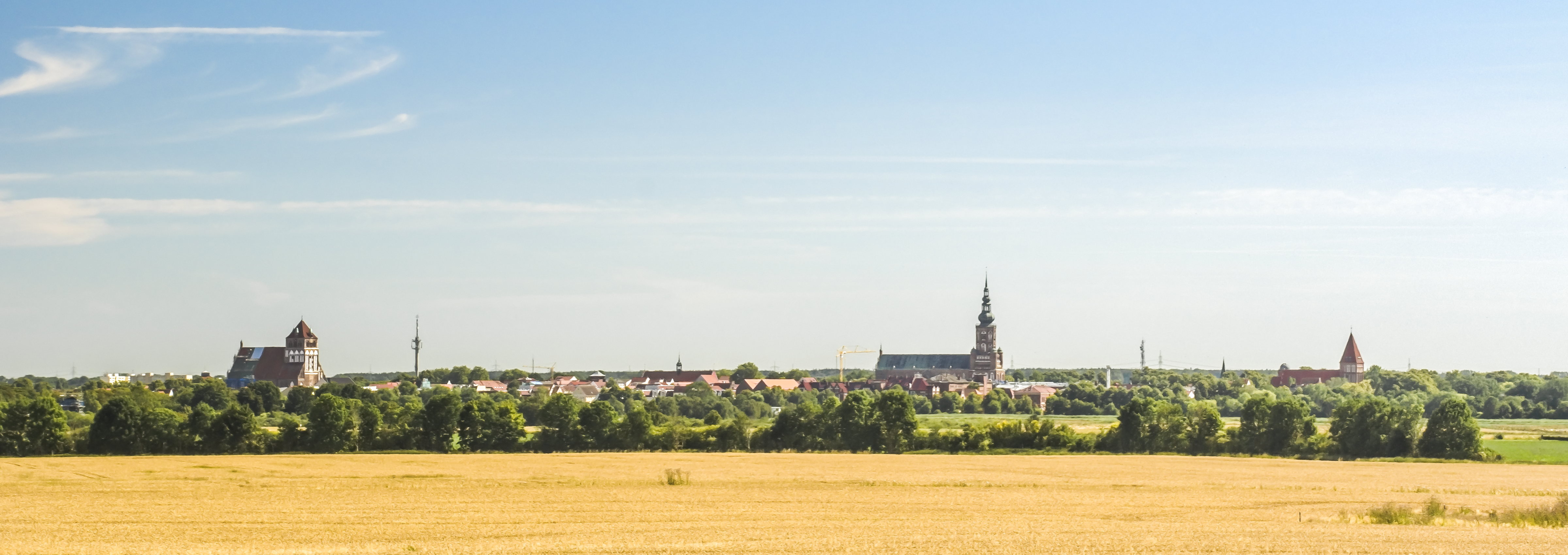
Die markante Silhouette Greifswalds wird vor allem durch den hohen Turm von St. Nikolai (Mitte) bestimmt. (Foto: 2015)

## Geschichte

### Mitte 13. Jh. – frühes 16. Jh.

#### Ursprünge
Für das Jahr 1249 ist ein Vorgängerbau der Nikolaikirche urkundlich belegt. In der gleichen Zeit wurde mit dem Bau des heutigen Kirchengebäudes begonnen. Durch die Zusammenlegung einiger Siedlungen um St. Marien und St. Nikolai erhielt das Gebiet unter dem Patronat des Klosters Eldena eine eigenständige Pfarrei.
Mit einer Glockenstiftung 1262/1263 wird der heutige Bau der Nikolaikirche erstmals urkundlich erwähnt. Er ist somit der älteste überlieferte Kirchenbau Greifswalds. Einige Autoren legen den Zeitpunkt der Ersterwähnung jedoch im Zusammenhang mit einer Schenkungsurkunde erst in das Jahr 1280.
Beweggrund zum Bau der Kirche war möglicherweise die Idee, eine Verbindung zwischen der Altstadt um St. Marien, und der Neustadt um St. Jacobi, zu schaffen. Auch war St. Nikolai vermutlich von der Gründung an eng mit der damaligen städtischen Führungsschicht verknüpft und wurde vor allem von Kaufleuten der Stadt genutzt.
Bereits in seinen Anfängen erwies sich St. Nikolai als geistliches Zentrum Greifswalds und etablierte sich in der zweiten Hälfte des 15. Jahrhunderts sogar zum kirchlichen Zentrum des Herzogtums Pommern.
Einige Jahre vor 1300 wurde die Pfarrei St. Nikolai zu einer Propstei erhoben und erhielt damit größere Bedeutung im Vergleich zu den anderen beiden Greifswalder Stadtkirchen, St. Marien und St. Jacobi. Ein Propst kann erstmals für das Jahr 1294 belegt werden. Im gleichen Zeitraum wurde auch ein Viceprobst erwähnt, was die damalige Bedeutung der Propstei unterstreicht. Mit der Erhebung zur Propstei wurden die Greifswalder Stadtkirchen und auch einige Pfarrkirchen aus dem Greifswalder Umland St. Nikolai unterstellt. Auch die archidiakonalen Rechte des Klosters Eldena wurden sukzessiv mit der Propstei in Greifswald verbunden.
Exemplarisch für die schrittweise Bedeutungssteigerung der Greifswalder Propstei steht auch die Kleiderordnung der Kirche: 1395 gestattete der Bischof von Cammin der Propstei, dass auch Geistliche in der St. Nikolaikirche das Barett tragen dürfen. Dieses Privileg war sonst nur höheren Geistlichen vorbehalten.

#### Kollegiatkirche
In Verbindung mit der Gründung der Universität Greifswald 1456 wurde St. Nikolai im Jahr darauf zur Kollegiatkirche erhoben. In diesem Zusammenhang kann auch von einem Universitätskollegiatstift gesprochen werden. Die formelle Ernennung zum Kollegiatstift erfolgte noch 1457 durch den damaligen Camminer Bischof Henning Iven, und das Greifswalder Stift wurde direkt dem Dom in Cammin zugeordnet. Auch wenn die Bedeutung der Kirche St. Nikolai durch diesen formellen Akt weiter wuchs, fungierte sie auch weiterhin als Stadtpfarrkirche. Um die Mitte des 15. Jahrhunderts bürgerte sich der Namenszusatz „Dom“ für St. Nikolai ein.

#### Universität und Kirche
Sowohl institutionell als auch räumlich lässt sich eine enge Verbindung von St. Nikolai zur Universität der Stadt Greifswald seit ihrer Gründung 1456 feststellen. Schon die Gründungsfeier am 17. Oktober 1456 wurde in der Kirche durchgeführt. Mit der Gründung der Universität gingen die Patronatsrechte der Greifswalder Kirchen vom Zisterzienserkloster Eldena auf die Universität über. Die Bedeutung der Kirche St. Nikolai für die Universität unterstreicht zum einen die vom Bürgermeister und ersten Rektor der Universität, Heinrich Rubenow, gestiftete „Rubenow-Tafel“, die sich heute noch im Dom befindet. Zum anderen weist die „Bet- und Professorenglocke“ auf die Verknüpfung hin.
Am 21. Oktober 1456 kam es zu einem Vertrag zwischen der Universität, dem Domkapitel und dem Rat der Stadt, der den gegenseitigen Beistand versicherte und den Aufbewahrungsort von Urkunden sowie Akten der Universität in der Nikolaikirche festlegte. Auch wurde die Gründungsurkunde der Universität in der Bürgermeisterkapelle archiviert. In den Jahren von 1437 bis 1439 fanden die Doktorpromotionen der Universität Rostock in der Greifswalder St. Nikolaikirche statt. Die Promotionen der Greifswalder Universität wurden ab ihrer Gründung bis weit in die Zeit der Reformation im Dom abgehalten.
Der Sold für die Universitätslehrer kam durch die Pfründen an der Kollegiatkirche zu Stande. Um St. Nikolai herum bildeten sich Professorenhäuser, die nicht nur als Wohnraum, sondern auch als Unterrichtsstätten dienten und zum Teil bis heute erhalten sind.
Laut Statuten waren die Stiftsherren auch Professoren der Greifswalder Universität. Ebenso war der Generalsuperintendent gleichzeitig auch der Prokanzler der Universität. Der erste Pfarrer der Kirche nach der Reformation übernahm auch gleichzeitig die theologische Professur. Die 300-, 400- und ebenso die 500-Jahr-Feier der Greifswalder Universität fand jeweils in St. Nikolai statt.

### Zwischen Reformation und Dreißigjährigem Krieg (1531–1648)

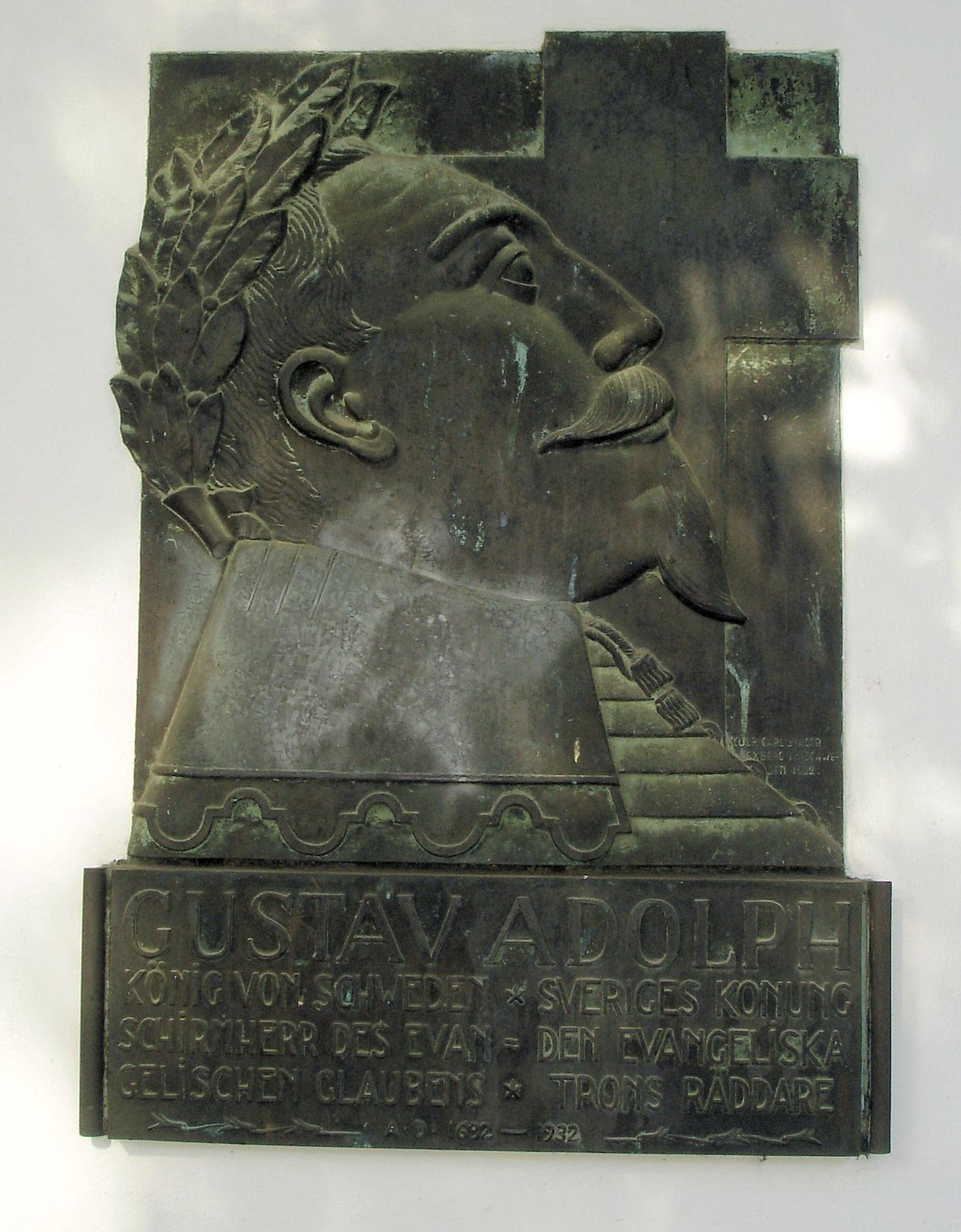
Relief als Erinnerung an den Einzug Gustav Adolfs in Greifswald

Auf Einladung des Stadtrats besuchte der lutherische Theologe Johannes Knipstro Greifswald und hielt am 16. Juli 1531 die erste evangelische Predigt in der Nikolaikirche. Die letzte katholische Messe in St. Nikolai wurde wenige Monate später, am 1. November 1531, gehalten.
Trotz der Einführung des reformierten Glaubens wurden katholische Institutionen wie das Kollegiatstift nicht formell aufgelöst. Das Propstamt wurde im Zusammenhang mit den Erneuerungen als Stadtsuperintendentur weitergeführt, und als erster Stadtsuperintendent trat Nikolaus Glossenus 1539 das Amt an. 1544 wurden die beiden Ämter des Generalsuperintendenten und des Stadtsuperintendenten zusammengelegt. Die Generalsuperintendentur von Pommern-Wolgast hatte ihren Sitz ursprünglich als herzogliches Amt in Wolgast. Aufgrund der zunehmenden Bedeutung der Stadt und Kirche St. Nikolai in Greifswald wurde das Amt 1553 nach Greifswald verlegt.
Greifswald entwickelte sich zunehmend zum geistlichen Zentrum der Region Pommern-Wolgast. So wurde am 29. September 1541 die erste protestantische pommersche Generalsynode in Greifswald durchgeführt.
Die seit 1602 in der Nikolaikirche beheimatete Bibliothek des Geistlichen Ministeriums umfasst neben der ursprünglichen Bibliothek der St. Nikolaikirche unter anderem sämtliche Bücher aus dem Besitz ehemaliger Greifswalder Klöster und der Marienkirche. Seit 1755 befand sich die Bibliothek im Chorumlauf hinter dem Altar. Nach mehreren Umlagerungen der Bücher und der Sanierung des Raumes wurde die Bibliothek 2012 neu eröffnet. Ihr heutiger Standort auf der Nordseite des Chores ist auch der ursprüngliche Bibliotheksraum.
Anders als in anderen Städten und Dörfern Europas kam es in der Stadt Greifswald im 16. Jahrhundert zu keinem reformatorischen Kirchen- bzw. Bildersturm. Die Kriegswirren des Dreißigjährigen Krieges machten sich jedoch im Herzogtum Pommern stark bemerkbar. Auch Greifswald war von ihnen betroffen, lagerten doch ab 1627 kaiserliche Truppen in der Stadt. Trotz der Kriegshandlungen wurde am 25. Juni 1630 an der theologischen Fakultät und in der Nikolaikirche das 100. Jubiläum des Augsburger Bekenntnisses feierlich begangen. Am Abend zuvor hatten schwedische Truppen unter der Anführung des Königs Gustav II. Adolf in Peenemünde deutschen Boden betreten. Am 13. Juni 1631 zogen die kaiserlichen Truppen aus Greifswald ab, nachdem zwei Tage zuvor der kaiserliche Stadtkommandant, Oberst Perusi, bei einem Erkundungsritt von schwedischen Truppen erschossen worden war. Daraufhin rückten die Schweden am 16. Juni in Greifswald ein. König Gustav Adolf erreichte Greifswald am 17. Juni 1631. An dieses Ereignis erinnert eine Bronzetafel, die eines der Südportale des Doms flankiert. Bis ins 19. Jh. wurde alljährlich die „Befreiung Greifswalds“ mit dem Perusi-Fest am Sonntag nach dem 16. Juni begangen.

### Unter schwedischer Herrschaft (1648–1815)
Seit dem Westfälischen Frieden war Greifswald Teil von Schwedisch-Pommern, dessen geistliches Zentrum die Nikolaikirche bildete. Die Bedeutung der Nikolaikirche während der schwedischen Zeit verdeutlicht exemplarisch der Besuch der Kirche durch Zar Peter I. während des Großen Nordischen Krieges am 13. August 1712. In der Zeit vom 3. bis 18. August 1806 fand in der Nikolaikirche der erste allgemeine Landtag in Schwedisch-Pommern statt.

### Unter preußischer Herrschaft (1815–1933)
1815 wurde das bis dahin schwedisch-pommersche Greifswald Teil der preußischen Provinz Pommern. Im Zuge dessen wurde St. Nikolai kirchenrechtlich Teil der preußischen Landeskirche. Dieser Übergang war zusammen mit den allgemeinen Entwicklungen und Neuerungen des 19. Jahrhunderts mit einigen Veränderungen verbunden: So wurde die Verbindung zwischen theologischer Professur und Pfarrstelle an St. Nikolai aufgelöst. Nachdem das Amt des Stadtsuperintendenten lange Zeit nicht besetzt worden war, wurde dieses 1903 mit der Stelle des Pfarrers von St. Nikolai zusammengelegt.
Einigen Greifswalder Generalsuperintendenten wurde im Laufe des 19. Jahrhunderts der personengebundene Titel Bischof verliehen, der jedoch keine kirchenrechtlichen Funktionen mit sich führte.

### Nationalsozialismus und Zweiter Weltkrieg (1933–1945)
Seit Anfang der 1930er Jahre wurden politisch motivierte, innerkirchliche Debatten geführt, die zu Unstimmigkeiten und Auseinandersetzungen führten. Im Zuge dieser Entwicklungen trat der Greifswalder Generalsuperintendent von seinem Amt zurück. Bald darauf wurde von der Mehrheit der Deutschen Christen ein neuer Vorsitz für die Provinzialkirche gewählt, der unter dem missbräuchlich verwendeten Amtstitel „Bischof von Cammin“ sein Amt antrat.
Die Nikolaikirche und die Frauenhilfe in Greifswald waren eng verbunden und während beider Weltkriege zeichnete sich dieses Verhältnis durch umfangreiche Aktionen, wie zum Beispiel die Errichtung von Kriegskrankenhäusern oder durch Kinderspeisungen, aus.

### Nachkriegszeit und DDR (1945–1990)
Da St. Nikolai im Gegensatz zu anderen großen Kirchen der Region, wie jenen in Stettin, unzerstört blieb und weil die Stadt Stettin 1945 an Polen gefallen war, wurde das Provinzial-Konsistorium 1945 nach Greifswald verlegt. Auch die Provinzial- und Landessynode tagten in Greifswald.
Auf der Tagung der pommerschen Generalsynode vom 9. bis zum 11. Oktober 1946 wurde das Amt eines Bischofs für Greifswald kreiert. Dies wurde 1950 auch in der neuen Kirchenordnung der Landeskirche festgeschrieben. Am 5. Januar 1947 wurde der neue Stadtsuperintendent als Bischof der Pommerschen Evangelischen Kirche  in St. Nikolai in sein Amt eingeführt. Die Nikolaikirche wurde dem Bischof gleichzeitig als Predigtkirche zugewiesen. St. Nikolai war nunmehr zu einer Bischofskirche geworden und durfte amtlich, und nicht mehr nur im Volksmund, als „Dom“ bezeichnet werden.

### Nach der Wiedervereinigung Deutschlands
Heute ist der Dom St. Nikolai neben seiner Funktion als Predigtkirche des Bischofs fortwährend, wie auch St. Marien und St. Jacobi, eine Stadtpfarrkirche. Als solche ist er nicht nur ein Ort der kirchlichen Gemeinschaft, sondern auch Austragungsort der seit 1946 bestehenden renommierten Bachwochen. Die Domgemeinde St. Nikolai zählt derzeit ca. 1200 Gemeindemitglieder. Die Kirche selbst fasst um die 2000 Gottesdienstbesucher. Es gibt auch einen Förderverein.

### Grundriss

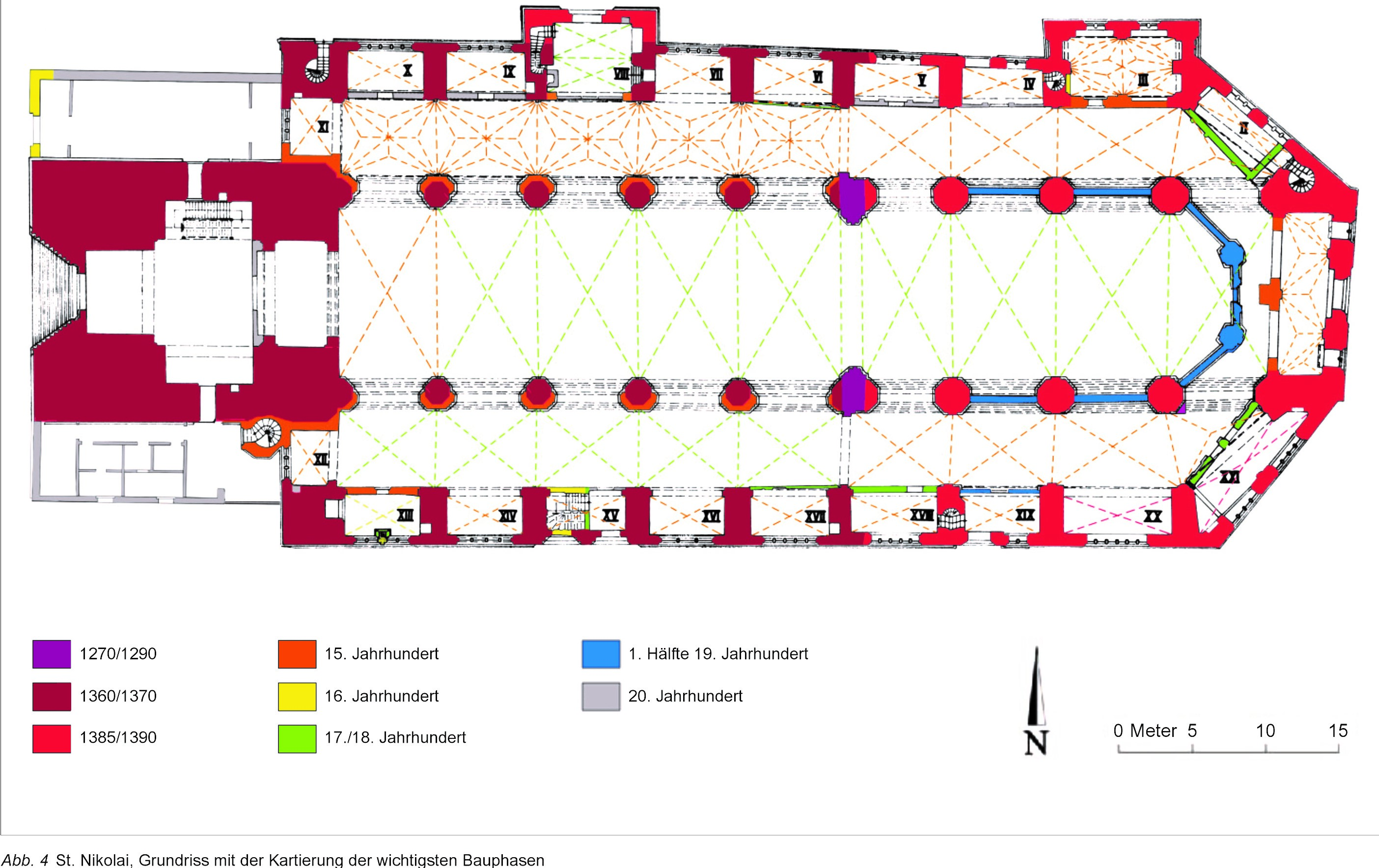
Grundriss von St. Nikolai mit der Kartierung der wichtigsten Bauphasen

## Baugeschichte und Beschreibung

### Baugeschichte

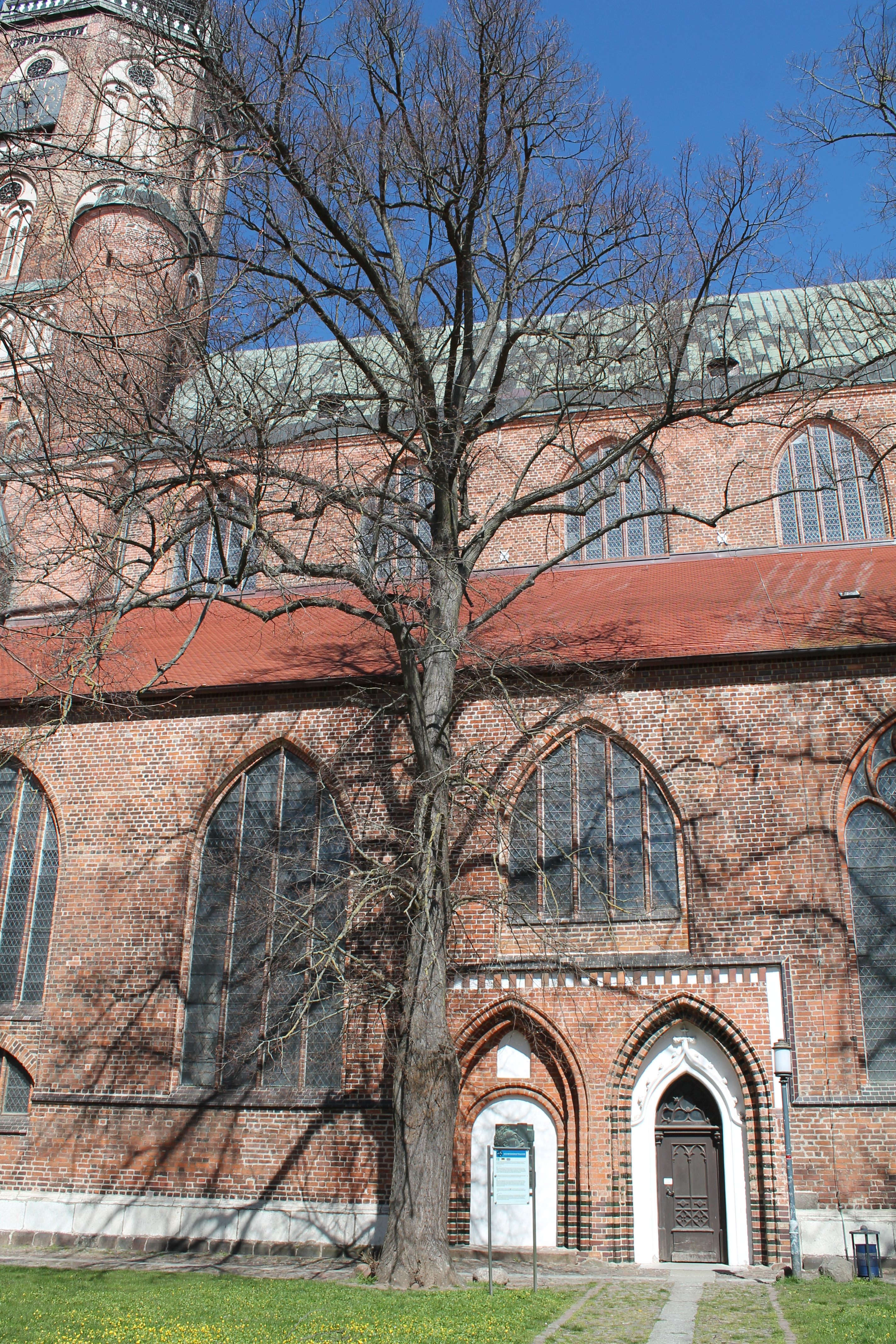
Südliches Seitenschiff mit dem Doppelportal

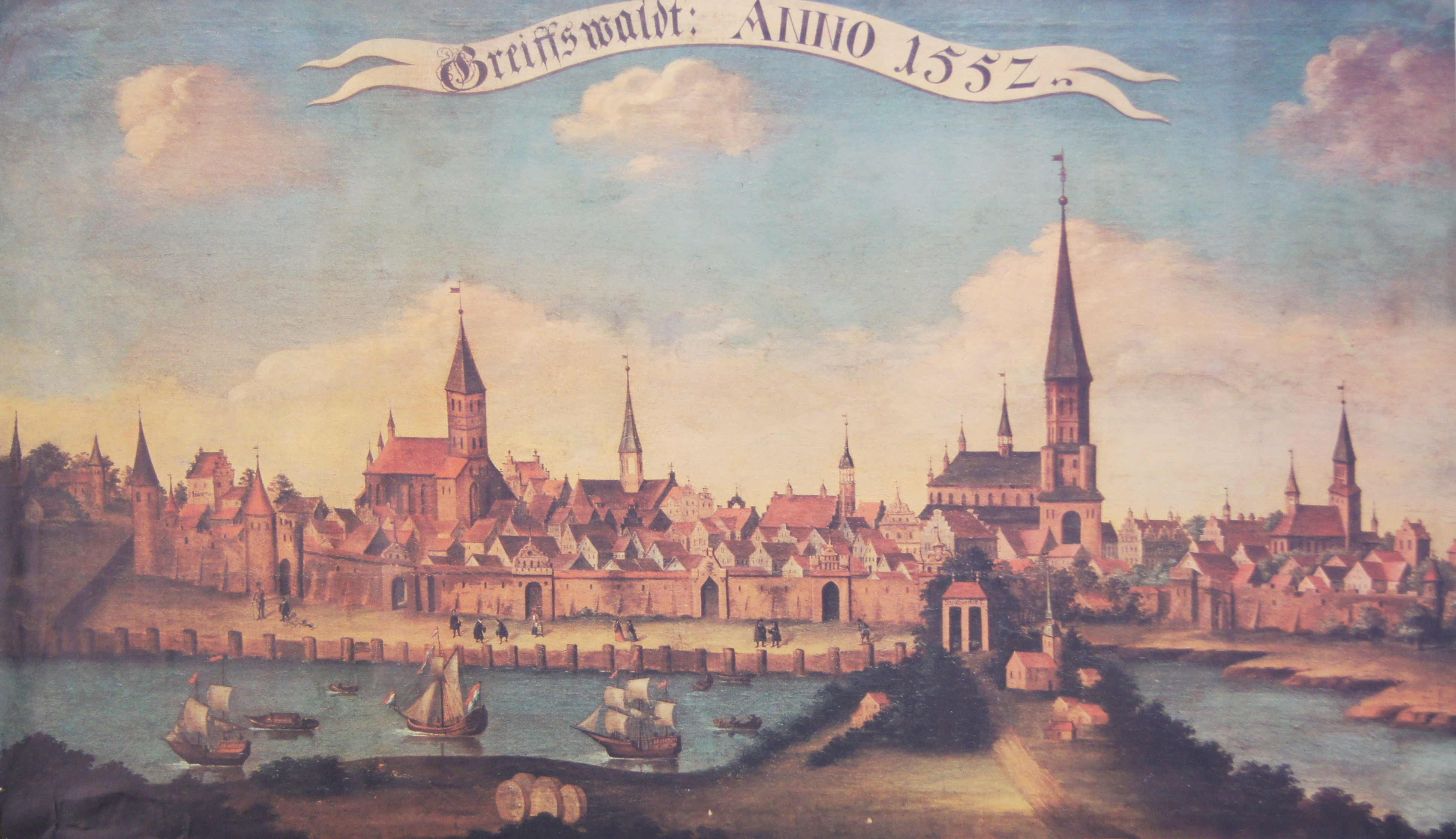
Wiederaufgebaute Helmpyramide nach der Stadtansicht von Christian Johann Gottlieb Giese

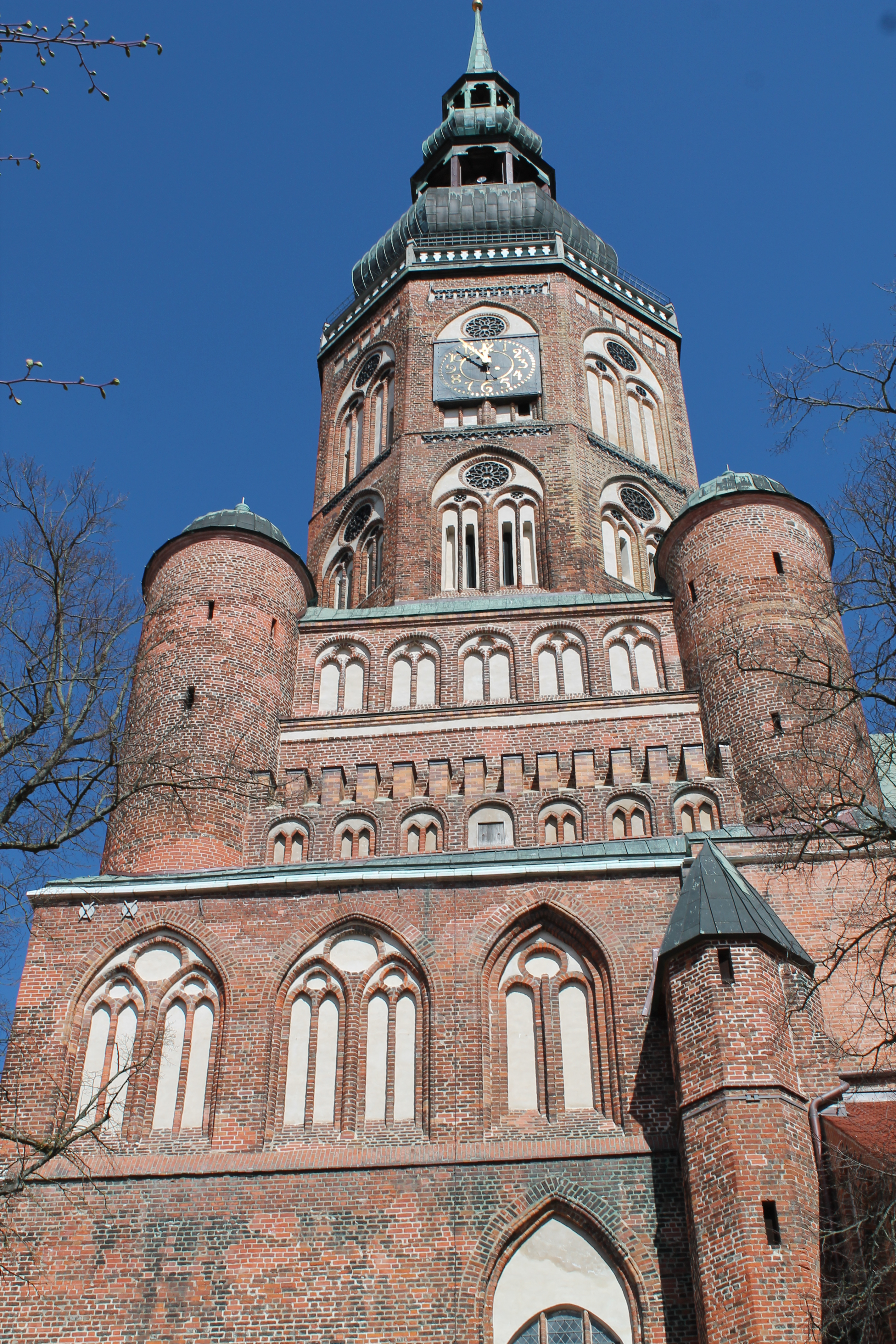
Westturm mit welscher Haube

Die Datierung der ältesten noch vorhandenen Bauteile der Nikolaikirche in das letzte Drittel des 13. Jahrhunderts bestätigt den Schluss aus den Schriftquellen, dass bereits zu dieser frühen Zeit ein Kirchenbau vorhanden war. Von diesem Vorgängerbau sind lediglich Mauerteile in den Triumphbogenpfeilern zwischen heutigem Chor und Langhaus erhalten geblieben, sowie der Rest eines Feldsteinaußensockels unter dem südöstlichen Freipfeiler des Chormittelschiffs. Aus den Bauresten lässt sich ein einschiffiger, zwei- oder dreijochiger Chorbau rekonstruieren.
Im Laufe des 14. Jahrhunderts wurde der Vorgängerbau abgerissen. An dessen Stelle wurde eine dreischiffige Hallenkirche mit fünf Jochen errichtet. Gleichzeitig wurden das Westportal und das Doppelportal im südlichen Seitenschiff erbaut. Die Seitenschiffe wurden zwischen den eingezogenen Strebepfeilern um Kapellen erweitert. Im Langhausbereich war dieser Umbauprozess um 1370 abgeschlossen. Aus den 1360er Jahren stammen mehrere Berichte über Altar- und Messstiftungen.
Gegen Ende des 14. Jahrhunderts beschloss die Kirchengemeinde, die Hallenkirche in eine repräsentativere Basilika umzuwandeln. Um etwa 1385/90 wurde das Kirchenschiff um viereinhalb Joche nach Osten erweitert. In diesem Bereich wurde der neue dreischiffige Chor errichtet, der 1411 erstmals erwähnt wurde. Am Ende des östlichsten, zweigeschossig unterteilten Jochs wurde eine hoch aufragende Wand als Schaugiebel hochgezogen, die mit einem für Kirchenarchitektur ungewöhnlichen Ostportal bestückt ist. Im unteren Bereich befindet sich die Marienkapelle (Kap. I). Vermutlich wurde diese als eine Straßenkapelle genutzt, was den Seiteneingang im Ostportal erklärt. Im Zuge der Erhebung der Propstei zu einem Kollegiatstift (1457) wurde im westlichen Teil des südlichen Seitenschiffes die „Bürgermeisterkapelle“ angelegt (Kap. XIII).
Der Umbau zur Basilika führte zu einer Erhöhung des Hauptschiffs. Gleichzeitig erreichte die Kirche durch den Anbau des Chores eine größere Längenausdehnung. Das Mittelgeschoß des Hauptturmes wurde erhöht und um die vier runden Ecktürmchen erweitert. Auf dieser Höhe endete der Westturm ohne Abschluss. Wahrscheinlich stammt das bis heute erhalten gebliebene Laufrad eines Baulastenaufzuges (Kranstube) aus dieser Bauphase. In einer weiteren Bauphase wurden die beiden oberen Hauptgeschosse des Hauptturmes um 1480/1500 hochgezogen. Durch ihre oktogonale Form, die stark gegliederten Blenden und die dunkel glasierten Maßwerkformsteine heben sich die Hauptgeschosse von den eher schlicht gehaltenen, unteren Bauteilen ab. Erst zu Beginn des 16. Jahrhunderts wurde der Turm bekrönt.

### Besondere Ereignisse: Turmeinstürze
Die Nikolaikirche verlor ihren Turm zweimal bei schweren Stürmen. Eine hohe gotische Helmpyramide, die zu Beginn des 16. Jahrhunderts auf dem achteckigen Hauptturm aufgestellt wurde, erwies sich als nicht windbeständig. Am 11. März 1515 stürzte die damals 60 Meter hohe Spitze des Turms infolge eines Nordweststurms ein. Dabei wurden das Dach und ein Teil des Gewölbes der Kirche zerstört. Das Unglück, bei dem drei Menschen ums Leben kamen, geschah während einer Predigt. Die Kirche selbst wurde im Jahr 1531 restauriert, der Aufbau des Turms verzögerte sich jedoch. Es dauerte fast ein Jahrhundert, bis die Spitze 1609, vermutlich in ihrer alten Form, wieder errichtet wurde.
Am 13. Februar 1650 wurde die zwischen 1604 und 1609 wieder aufgebaute Turmspitze der Nikolaikirche zum zweiten Mal von einem Weststurm umgeworfen. Erneut wurden das Dach und das Kirchengewölbe, das Mittelschiff sowie große Teile des südlichen Seitenschiffes zertrümmert. Das Unglück ereignete sich zwischen drei und vier Uhr nachmittags, diesmal nach der gerade beendeten Gebetsstunde. Während der Wiederaufbau nach dem ersten Einsturz eine längere Zeitspanne in Anspruch nahm, wurde nach dem zweiten Unglück bereits am 9. März 1650 mit den Baumaßnahmen begonnen.
Dank großer Unterstützung konnten der Turm, die Dächer und Gewölbe innerhalb von drei Jahren wiederaufgebaut werden. Zu den großzügigen Spendern gehörten Mitglieder des Stadtrates, der Bürgerschaft, der Universität und richterlichen Behörden. Weitere finanzielle Hilfen kamen aus Stralsund und anderen pommerschen Unterstützern, z. B. vom evangelischen Bischof Ernst Bogislaw von Croÿ in seiner Funktion als Statthalter von Brandenburgisch Hinterpommern und Preußen. Selbst Königin Christina von Schweden beteiligte sich finanziell am Wiederaufbau. Im Juni wurden die Beschädigungen am Achteck und den anderen Geschossen des Turms restauriert, während im Oktober sämtliche Gewölbe und der Holzbau der Dächer, sowie am 24. März 1651 der östliche Giebel, wiederhergestellt wurden. Im Mai 1652 wurde mit der Errichtung der heutigen Turmspitze begonnen. Anstelle des früheren pyramidenförmigen Turmhelms wurde der Aufsatz nach dem Vorbild des holländischen Barockstils mit zwiebelförmigem Dach auf Laternen angebracht, um die Windkraft bei künftigen Stürmen zu brechen. Ähnlich wurde bei Turmerneuerungen in Stralsund, Hamburg und Kopenhagen vorgegangen. Ende 1652 wurden die Arbeiten am Turm beendet. Die fünffach gegliederte Turmspitze wurde dann, in einer Höhe von ca. 120 Fuß, im Februar 1653 mit Kupfer gedeckt.
In Erinnerung an den Wiederaufbau gab es noch bis ins 19. Jahrhundert hinein ein jährliches Turmfest.

### Außenarchitektur

#### Ostfassade

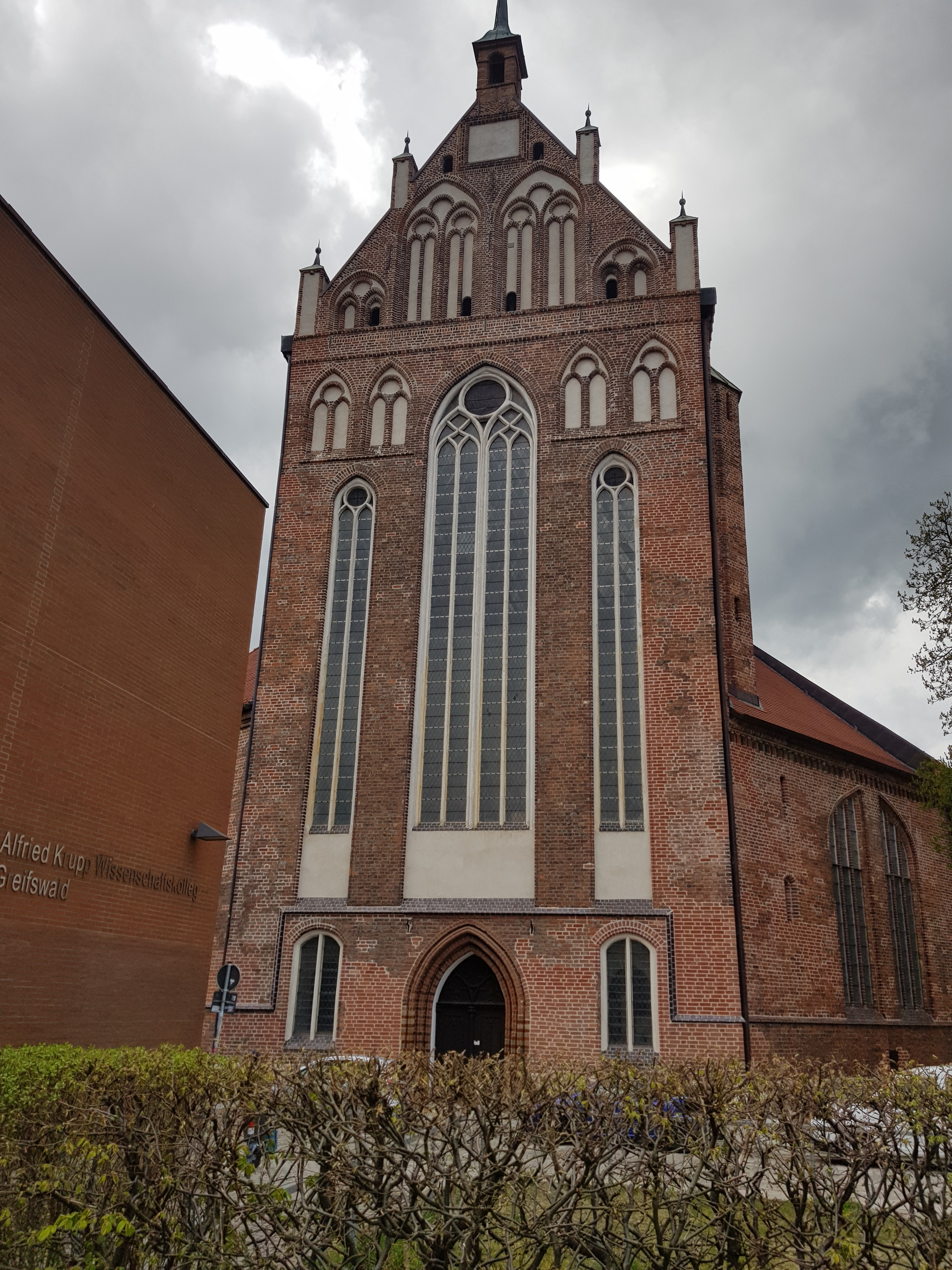
Ostfassade

Mit der Errichtung des dreischiffigen geraden Chores (vor 1411) wurde die Ostfassade umfangreich ausgeschmückt. Nach dem Turmeinsturz von 1650 wurde auch sie erneuert. Die hoch aufragende Mauer mit Portal zur Marienkapelle (Kap. I) besitzt viele herausragende Zierelemente.
An den Giebelschrägen sind jeweils zwei kleine Türme mit Fialen angebracht, auf der Giebelspitze ist ein Dachreiter aufgesetzt. Unter dem Dachreiter befindet sich ein quadratisches, weiß verputztes Viereck. Symmetrisch angeordnet finden sich links und rechts jeweils zwei, in Gruppen zusammengefasste, spitzbogige Blendbögen mit Maßwerk. Ein Friesstreifen trennt den Giebel vom unteren Teil der Ostfassade. Im Mittelteil reicht ein schlankes langes vierteiliges Maßwerkfenster bis unter den Giebel. Dieses Hauptfenster wird an den Seiten von ebenfalls zwei schlanken zweiteiligen Maßwerkfenstern begleitet, die jedoch nicht bis unter den Giebel reichen. Zwischen ihnen und der Giebelzone sind vielmehr jeweils zwei Blenden mit spitzbogigen Maßwerkfenstern angebracht. Unter den Fenstern erstreckt sich eine weitere Zone mit dem mittig gelegenen Portal, welches von gestaffelten Bogenläufen in vier Reihen umrandet ist. Hier wechseln sich glasierte Backsteinelemente mit unglasierten ab. Die Tür ist verziert mit Dreipässen sowie einem Vierpass darüber mit einem Kreuz in der Mitte. Das Portal wird beidseitig begleitet von zwei Rundbogenfenstern.
Die Ostfassade ist zum Markt und Rathaus hin ausgerichtet, durch ihre Höhe ist sie auch schon von diesen Standpunkten und darüber hinaus zu erkennen. Neben der feinen Gliederung und Ausgestaltung sowie dem starken farblichen Kontrast zwischen rotem Backstein und den weißen Elementen der Blenden stellt die Fassade eine repräsentative Schaufassade dar, welche die Macht der Kirche und der Stadt Greifswald unterstrich.

#### Westportal

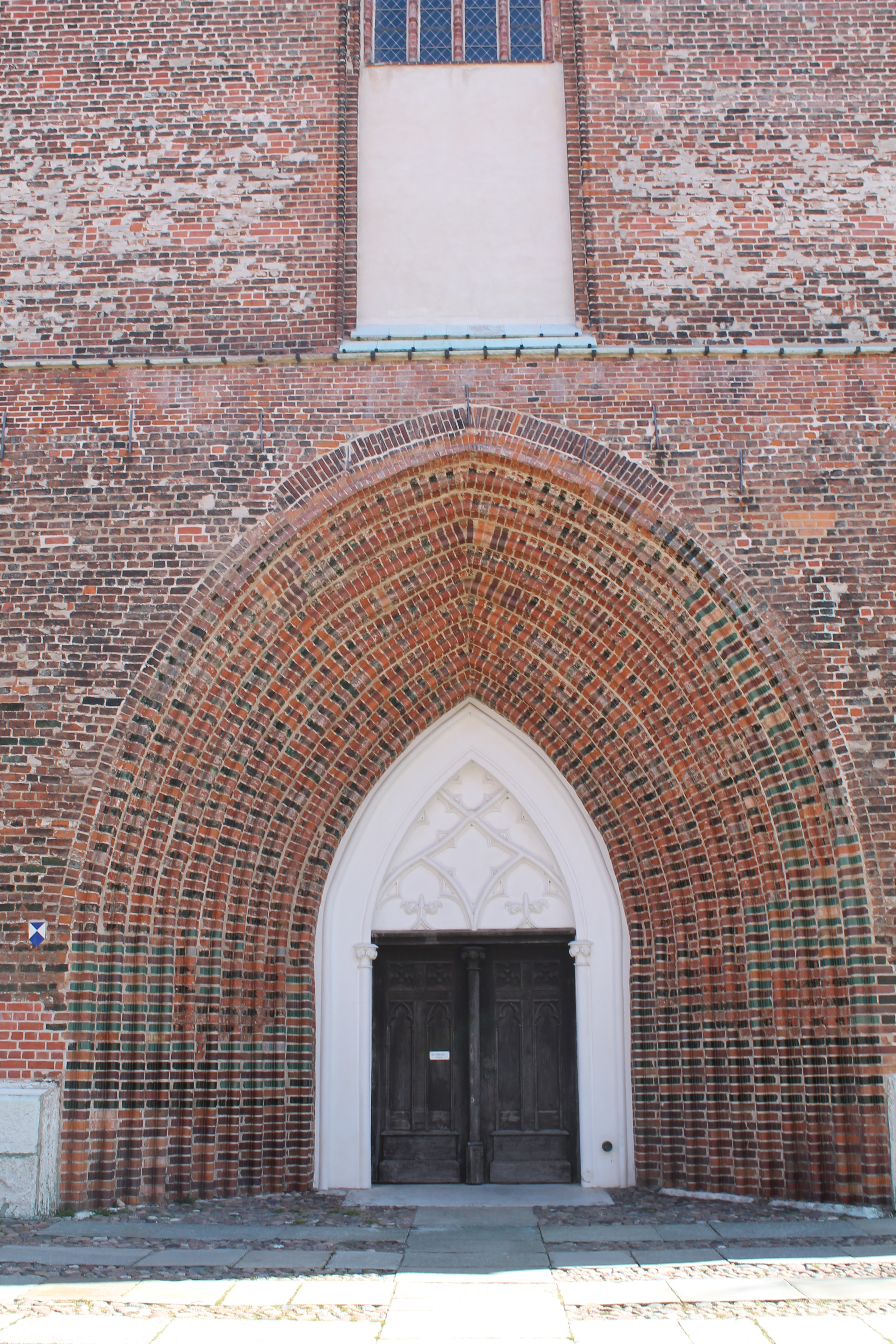
Westportal

Bei der im 19. Jh. durchgeführten Restaurierung der Kirche wurde auch das Westportal verändert. Im Zuge der Umgestaltung der Westempore des Kirchenhauptschiffes für Orgel und Chor wurde der ursprüngliche Haupteingang zur Kirche durch das Westportal geschlossen und in den Südteil des Hauptturmes verlegt. Das Portal selbst wurde im neugotischen Stil, mit Dreiviertelsäulen mit Knospenkapitellen umgestaltet. Die neugotischen Kapitelle wurden von birnstabförmigen Archivolten abgeschlossen. Heute ist von dieser Umgestaltung noch die Holztür und die weiße Fassung mit den korinthisierenden Kapitellen und den Maßwerkmustern im Spitzbogen über der Tür erhalten. Im Rahmen der in den 1980er Jahren unternommenen Restaurierungsarbeiten wurde unter dem Putz aus dem 19. Jh. das frühere gotische Portal sichtbar und dessen Zustand teilweise wiederhergestellt. Das von Archivolten aus glasierten und unglasierten Backsteinen umrahmte Portal verfügt nicht über Kapitelle. Damit lehnt sich das Westportal an vergleichbare Portale aus dem norddeutschen Raum an, wie z. B. an der St. Jakobikirche in Stralsund oder am Doberaner Münster an.

### Innenarchitektur

#### Restaurierung im 19. Jahrhundert

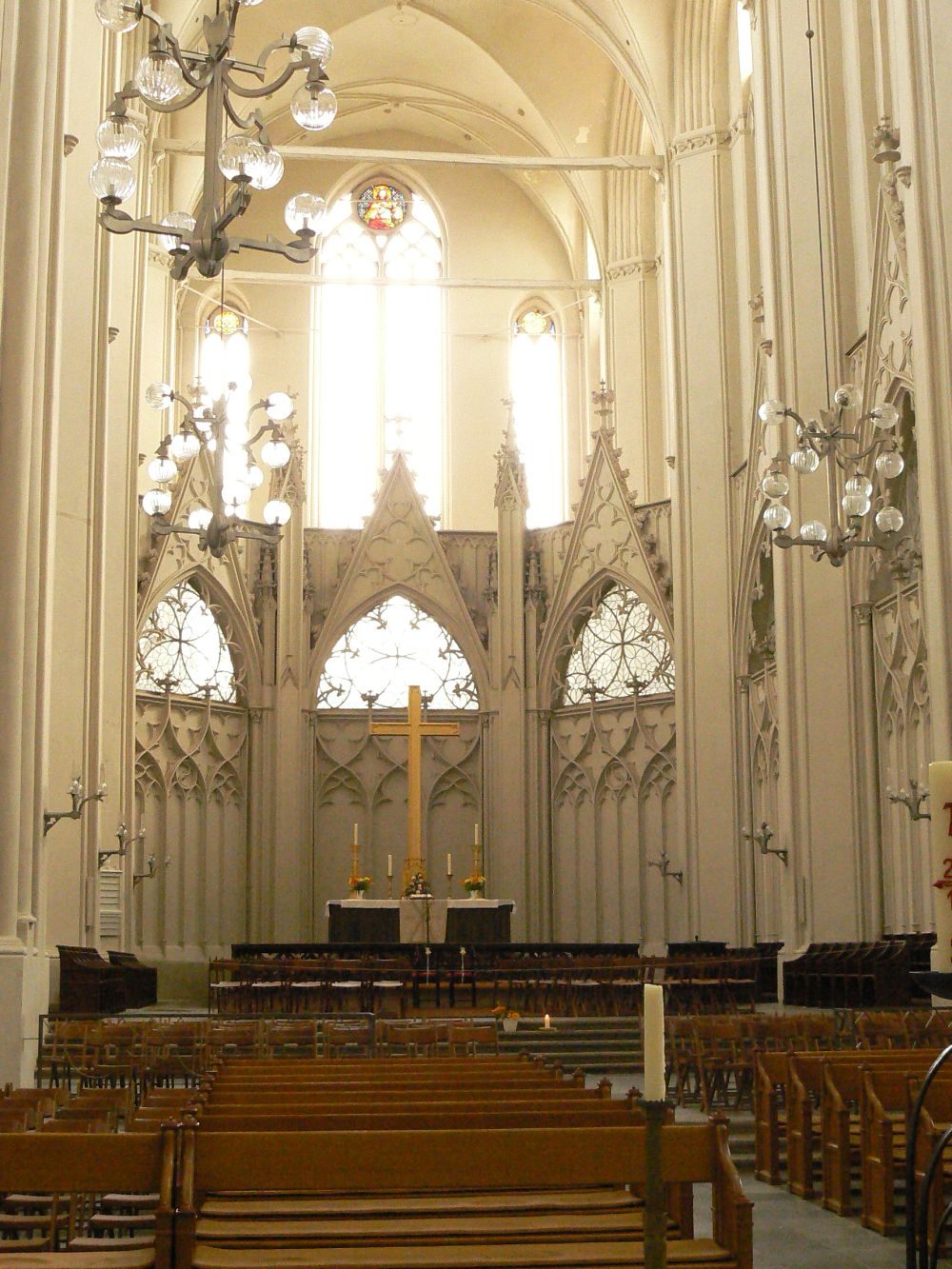
Blick in den Chor

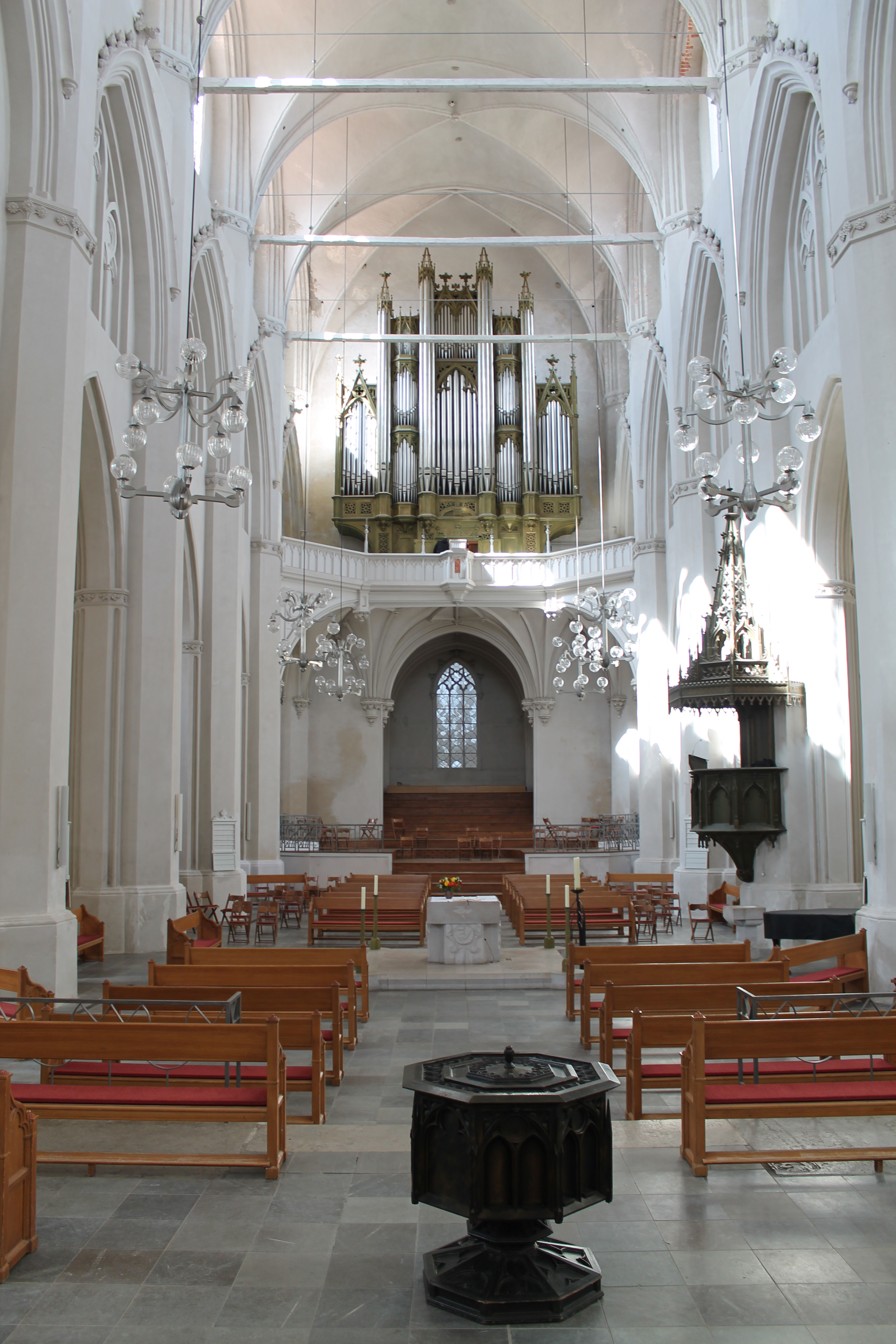
Blick in das Hauptschiff

Die grundlegende Neugestaltung des Kircheninneren erfolgte zwischen 1824 und 1833 im Sinne der deutschen Romantik und Karl Friedrich Schinkels, der die Ausführung in St. Nikolai als vorbildlich rühmte. Das Konzept sah vor, die mittelalterliche Ausstattung auf neue Weise zu interpretieren und in einer einheitlichen Form zu realisieren. Hierbei sollte die Rückbesinnung auf die Vergangenheit des deutschen Mittelalters erfolgen und gleichzeitig ein visionärer Blick in die Zukunft geworfen werden. Nach dem Zerfall des Alten Reichs in Folge der Napoleonischen Kriege wuchs das Bestreben nach der Wiedererlangung eines einheitlichen Deutschlands. Im Sinne der Romantiker wurde die Kirche als ein National- und Freiheitsdenkmal wahrgenommen.
Caspar David Friedrich, der in dieser Kirche getauft worden war, übte mit seiner romantischen Kunst- und Architekturauffassung großen Einfluss auf die Umsetzung der Umgestaltung im Kircheninneren aus. Friedrichs Entwürfe ähnelten den Plänen zum Umbau der Stralsunder Marienkirche, zu denen es jedoch aus finanziellen Gründen nicht kam. Zentral im Vordergrund stand für den Maler und Architekten Friedrich die schlichte Überschaubarkeit des Kirchenraumes und der Verzicht auf reichhaltige Verzierung.
Mit den Arbeiten wurden der Architekt Gottlieb Giese und der Tischler Christian Friedrich, der Bruder von Caspar David Friedrich, beauftragt. Sowohl Giese als auch Caspar David Friedrich waren Schüler des Greifswalder Zeichenlehrers und Architekten Johann Gottfried Quistorp. Initiativzündend für den Umbau war Johann Christian Friedrich Finelius, der seit 1824 die Pfarrstelle an St. Nikolai innehatte. Da der Geistliche selbst malte und früher auch bei Quistorp Zeichenunterricht genommen hatte, pflegte er einen guten Umgang zu den genannten Künstlern. Die Hauptleistung des Tischlers Christian Friedrich bestand in der Anfertigung der hölzernen Aussttungsgegenstände: die Binnenchorwände, den Altar, die Kanzel, den Orgelprospekt, das Chorgestühl und die Türen.
Es ist Giese zu verdanken, dass die Kirche im einheitlichen neugotischen Stil umgesetzt wurde. Die Rezeption der Gotik wurde bis zu jener Zeit noch verhältnismäßig wenig geschätzt. Wie ein Gutachten von F. Glinike vom 22. Februar 1824 zeigt, wurde der Umbau von St. Nikolai in eine klassizistische Halle mit Holztonne im Mittelschiff ernsthaft in Erwägung gezogen. Giese setzte die Umbauarbeiten im Sinne der protestantischen Raumtheologie um. In einem neu geschaffenen, polygonal gebrochenen und mit neugotischem Maßwerk verzierten Pseudochor mit stuckierten Zierformen wie Krabben und Kreuzblumen zog er Wände hoch, so dass der Blick der Gläubigen ausschließlich auf das liturgische Geschehen gelenkt wurde. Die Formgebung der Wände als Wimperge, die an mittelalterliche Kathedralen erinnern, ist von Friedrichs romantischer Malerei beeinflusst. Der Altarbereich wurde zudem durch eine Treppenanlage hervorgehoben, die sich aufgrund eines Geländeanstiegs als notwendig erwies.
Mit dem Umbau des Altarbereiches revidierte Giese die offene Raumpositionierung aus der Aufklärungszeit. Im 18. Jahrhundert war die Bibliothek des Geistlichen Ministeriums demonstrativ über dem Osteingang eingerichtet worden, so dass deren Schauwand hinter dem Altar in der unmittelbaren Sichtachse des Chores gelegen war. Damit wurde die Verortung der Wissenschaft in der Kirche bewusst inszeniert. Giese sah für die Bibliothek des Geistlichen Ministeriums einen unauffälligeren Ort im Chorumlauf vor, wo auch die Epitaphien für die Gelehrten und Geistlichen untergebracht waren.
Statt eines Altarbildes erhielt der Altartisch ein vergoldetes Kreuz, das von zwei vergoldeten gotischen Leuchten umrahmt ist. Die mittelalterliche Malerei in den Gewölben und die barocken Schauwände der Seitenkapellen wurden übermalt. Durch das Auftragen von weißer Farbe wirkt der Kirchenraum bis heute schlicht. Ein neues Taufbecken, dessen Gestaltung mit der der hölzernen Kanzel korrespondiert, unterstrich die protestantische Raumtheologie.
Nach Westen hin brach Giese den Kirchenraum auf. Mit einer neu geschaffenen Orgelempore wurde die Orgel noch stärker positioniert und als Gegenstück zum Altarbereich hervorgehoben. Der Haupteingang wurde neben die Orgelempore in das südliche Seitenschiff verlegt. Darüber wurde nach Westen hin ein großes Maßwerkfenster eingerichtet, dessen Glasmalerei sich an die Chorgestaltung anlehnt.
Die Neukonzeptionierung des Kirchenschiffes umfasste auch die 1577 erbaute und 1769 „sehr verbesserte“ Kirchenorgel, die sich im frühen 19. Jahrhundert als nicht mehr nützlich erwies. Nach Abschluss der Raumumgestaltung wurde 1832 der renommierte Berliner Orgelbauer Carl August Buchholz mit dem Neubau einer Orgel beauftragt.
Die feierliche Neueinweihung der restaurierten Kirche vollzog Generalsuperintendent (und zugleich Bischof) Carl Ritschl am 20. Januar 1833 im Rahmen eines Gottesdienstes. Damit wurden die Restaurierungsarbeiten offiziell beendet.
1879/81 wurden hinter dem Ostchor neue farbige Fenster eingefügt. Im Mittelfenster sind Christus, die Evangelisten und das Abendmahl dargestellt. Zum Lutherjubiläum 1883 wurde im Fenster des südlichen Seitenschiffes eine farbige Fensterscheibe mit Bildnis des Reformators eingesetzt.

#### Restaurierung im 20. Jahrhundert
Eine Kooperation der Pommerschen Evangelischen, der Nordelbischen Evangelisch-Lutherischen und der Schwedischen Kirche ermöglichten in der DDR-Zeit, 1982–1989, eine umfangreiche Sanierung des Kirchengebäudes. Zuvor erfolgte von 1977 bis 1981 eine Außensanierung des Gebäudes. Friedhelm Grundmann übernahm die Renovierung und der Hamburger Bildhauer Hans Kock wurde für die umfassende Neugestaltung von der romantischen Fassung der Jahre 1824–1833 unter Beachtung der vorangegangenen Epochen inspiriert. Mit der Nord-Süd-Achse vom großen Kreuz, dem in Gotland begonnenen Altar, als liturgischem Mittelpunkt und dem Schöpfungsfenster im Norden schuf er eine räumlich-theologische Spannung.
Am 11. Juni 1989 nahm der damalige DDR-Staatsratsvorsitzende Erich Honecker am Einweihungsgottesdienst teil. Auch wegen der damals schon spürbaren Umbruchsstimmung geriet die Veranstaltung in den Fokus des Ministeriums für Staatssicherheit, da auch hohe Kirchenvertreter aus der damaligen Bundesrepublik anwesend waren. Der Besuch Honeckers führte in kirchlichen Kreisen zur Kritik, da der damals amtierende Bischof Horst Gienke den Besuch ohne Zustimmung der Synode oder Kirchenleitung organisiert hatte. Der auch im Fernsehen übertragene Besuch Honeckers in Greifswald war der letzte große Auftritt des Staatsratsvorsitzenden vor seinem Rücktritt am 18. Oktober 1989. Nachdem ein Briefwechsel zwischen Gienke und Honecker in der Zeitung Neues Deutschland veröffentlicht wurde, in welchem beide die kritische Berichterstattung über den Einweihungsfestakt verurteilten, wurde Gienke im November desselben Jahres unter Druck und mit Zustimmung der Landessynode vorzeitig in den Ruhestand entlassen – für die evangelische Kirche bis heute ein einmaliges Vorkommen.

### Außen- und Innen-Restaurierungen im 21. Jahrhundert
Die 1989 abgeschlossene Sanierung erwies sich nach der Deutschen Wiedervereinigung als unzureichend. Bis 2011 wurden drei weitere Bauabschnitte abgeschlossen. Neue Sachverständigengutachten führten 2013 zu einer Alarmierung der Öffentlichkeit. Die Arbeiten der Restauratoren im Inneren mussten eingestellt werden, da Risse in der Ost- und Westseite des Gemäuers sowie meterlange vertikale Risse durch den Turm sich aufgrund von Bewegungen im Mauerwerk erneut vertieft hatten. Risse in den Obergadenwänden gehen fast über die gesamte Raumhöhe und ziehen sich in den Gewölbekappen des Chors bis zum Triumphbogen. Mehrere Ankerköpfe im Mittelschiff sind gerissen. Hausschwamm und Kernfäule haben den Dachstuhl befallen. Die Deutsche Stiftung Denkmalschutz hat im Dezember 2013 zu einer Spendenaktion aufgerufen.

### Caspar-David-Friedrich-Jahr 2024
Zum 250. Geburtstag des Malers Caspar David Friedrich (1774–1840) 2024 gestaltete der isländisch-dänische Künstler Ólafur Elíasson ein neues Ostfenster für den Dom. Das mehrgliedrige Fenster ist in der Farbgebung von Friedrichs Gemälde Huttens Grab (um 1823/24) inspiriert. Es wurde am 7. April 2024 in Anwesenheit des Künstlers und der Ministerpräsidentin des Bundeslandes, Manuela Schwesig eingeweiht. Das Fenster besteht aus 3383 mundgeblasenen Scheiben in 65 verschiedenen Farbtönen. Elíasson nennt sein Werk „Fenster für bewegtes Licht“.
Zudem werden bei dem Projekt Dom romantisch! die Kapellen in den Seitenschiffen restauriert sowie die romantische Farbgebung des Mittelschiffs wieder hergestellt.

## Ausstattung

### Architekturgebundene Ausstattung

#### Wandmalerei
Im Zuge der in den 1980er Jahren durchgeführten Renovierungsarbeiten im Kircheninneren wurden spätmittelalterliche Malereien freigelegt. Sie befinden sich im östlichen Teil des südlichen Chorseitenschiffes und dessen Kapellen. Schätzungen zufolge könnten die älteren Bauteile der mittelalterlichen Domkirche im letzten Drittel des 14. Jahrhunderts ausgemalt worden sein. 

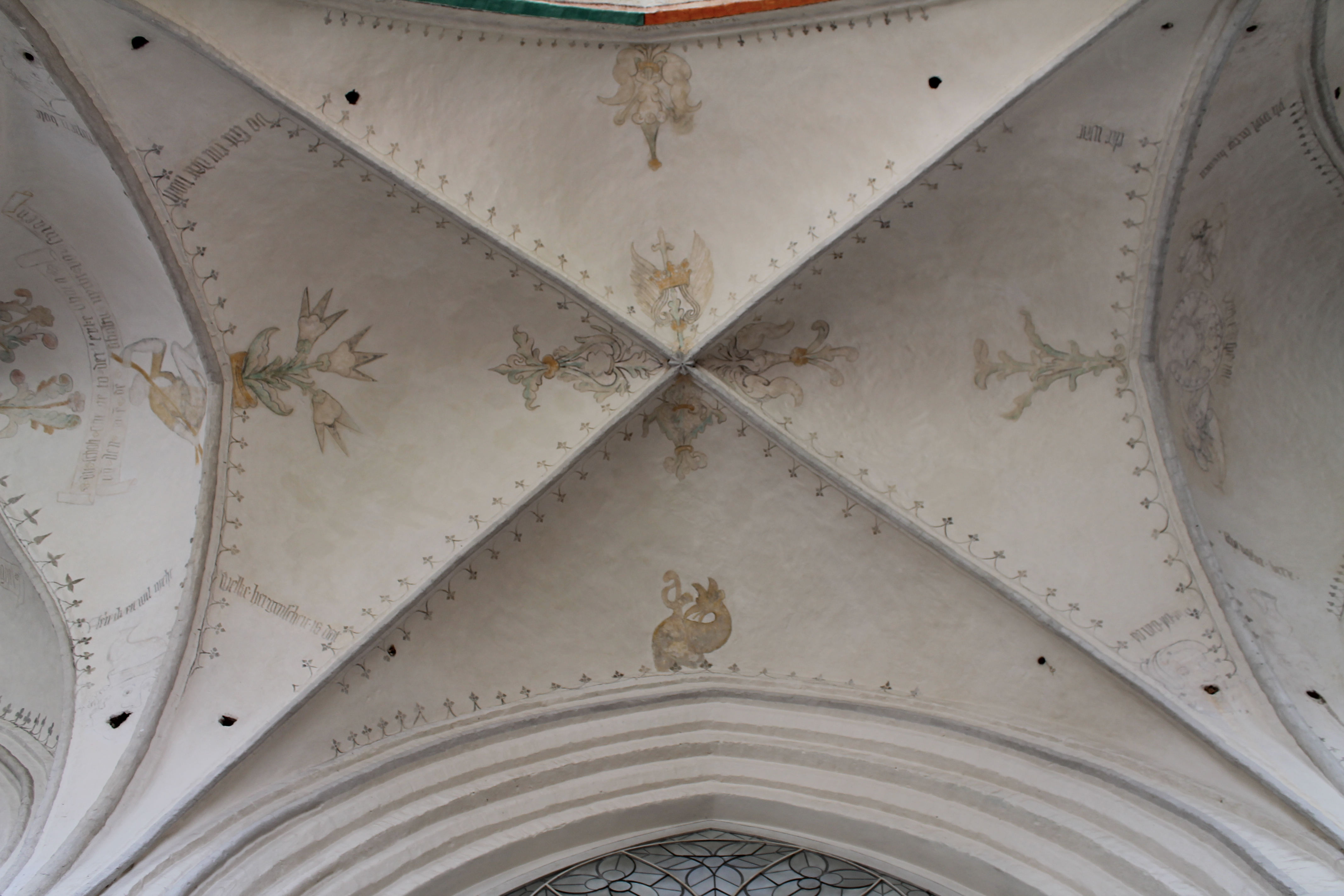
Gewölbe mit Fabeltieren und Sprüchen

Die Wandmalereien im später errichteten Chor samt Seitenschiffen und Kapellen sind vermutlich im ersten Drittel des 15. Jahrhunderts dazugekommen. Einige Darstellungen weisen eine lokale, künstlerische Tradition auf. Bspw. lehnen sich Halbfiguren von Allegorien und Lastern an ähnliche Malereien im Langhausgewölbe der Stralsunder Marienkirche an. Bei der Malerei in St. Nikolai, die im frühen 15. Jh. an den Kapellenwänden angebracht wurde, sind ebenso Bezüge zu dem Künstler aus der Nachfolge des Meisters Bertram nachgewiesen worden. Meister Bertram hatte 1411 in der „Gedächtniskapelle“ der Greifswalder Marienkirche vier Passionsszenen gestaltet.
Auf lokale Tradition verweisen Malereien im Gewölbe des südlichen Chors, deren Themen nicht ausschließlich geistlich-religiöser, sondern auch weltlicher Art sind. Neuesten Forschungen zufolge bestand das Inschriftenprogramm aus niederdeutschen, kürzeren humoristischen Sprüchen oder Dialogen, längeren Spruchweisheiten und Lebensregeln sowie einem lateinischen Christus- und Marienlob. Zudem sind Überreste einer Stifterinschrift der Malerzunft erkennbar. Damit lassen sich Vergleiche zu den gut erhaltenen Inschriften in den Gotteshäusern von Neuenkirchen (Landkreis Vorpommern-Greifswald) und in Verchen (Landkreis Mecklenburgische Seenplatte) ziehen. Am Gewölbe des südöstlichsten Joches sind groteske Drolerieköpfe dargestellt. Daneben wird ein Wappen von zwei langschwänzigen Löwen gehalten. In dem nach Westen anschließenden Gewölbe ist die Nordkappe durch einen gemalten großblättrigen Baum verziert. Diese weltliche Darstellung wird mit religiösen Motiven durchmischt. Ein von Engeln umsäumter, gekrönter Frauenkopf weist auf Maria als Himmelskönigin hin. Gegenüber ist ein Christuskopf zu sehen.

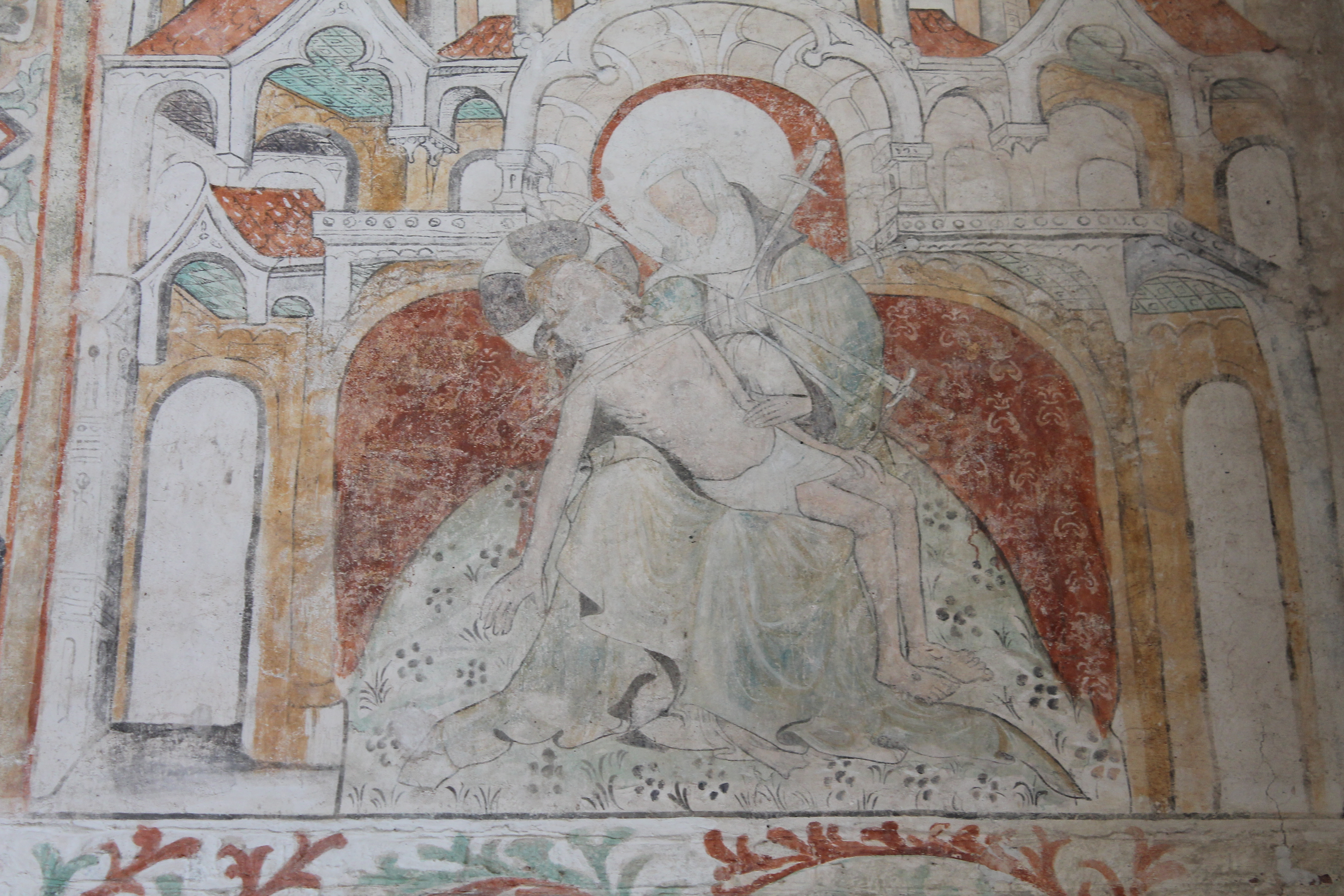
Mater Dolorosa mit Schmerzensmann

Auf eine lokale, norddeutsche Tradition der Buch-, Tafel- und Wandmalerei weist die Gestaltung des Obergeschosses der zweiten Nebenkapelle im südlichen Chorseitenschiff hin (Kap. XIX). An der Westwand wurde eine Kreuzigungsgruppe mit einer umspannenden Baldachinarchitektur und reichem Maßwerkdekor aufgetragen. Darüber ist die Auferstehung Christi dargestellt. In ein faltenreiches Gewand gekleidet, steigt Christus aus einem offenen Sarkophag aus. Neben ihm sind schlafende bzw. erschrocken aufgeweckte Soldaten zu sehen. Beide Darstellungen sind durch eine gemalte Leiste mit Rankenmäandern voneinander getrennt. Stilisierte Lilien, Blumen, Grasbüschel und maßwerkverziertes Blendendekor zeugen von einer hochwertigen künstlerischen Tradition.
Die Ausmalung weist ebenso wie die Architektur des Chores einen starken böhmischen Einfluss auf, der mit dem Prager Veitsdom vergleichbar ist. Diese Einflüsse gehen möglicherweise auf die 1363 geschlossene vierte Ehe des römisch-deutschen Kaisers Karl IV. (zugleich König von Böhmen) mit Elisabeth von Pommern zurück. Besonders erwähnenswert ist hier die künstlerische Gestaltung der Kapelle XX. An der östlichen Wand befindet sich die Darstellung der Mater Dolorosa mit den sieben Schmerzen Mariens und dem Schmerzensmann, darüber die Apostel Petrus, Paulus und Jakobus d. Ä. An der Westwand sind eine Kreuzigungsgruppe und die Auferstehungsgruppe gemalt worden. Die gemalten Szenen werden von einem reichhaltigen ornamentalen Verzierungswerk aufgewertet. Weitere Darstellungen in den Seitenkapellen umfassen eine Maiestas Domini und mehrere Kreuzigungsszenen (u. a. mit Leidenswerkzeugen).
Im nördlichen Chorumgang wurden Überreste einer fast lebensgroßen Darstellung eines Schwertwals entdeckt, die sich heute in einem schlechten Zustand befindet. Diese Darstellung entstand, nachdem am 30. März 1545 ein etwa 9 Meter langer Schwertwal in Eldena gestrandet war. In der Folgezeit sollen alle drei Stadtkirchen mit einem Bild des Wals verziert worden sein.

#### Seitenkapellen

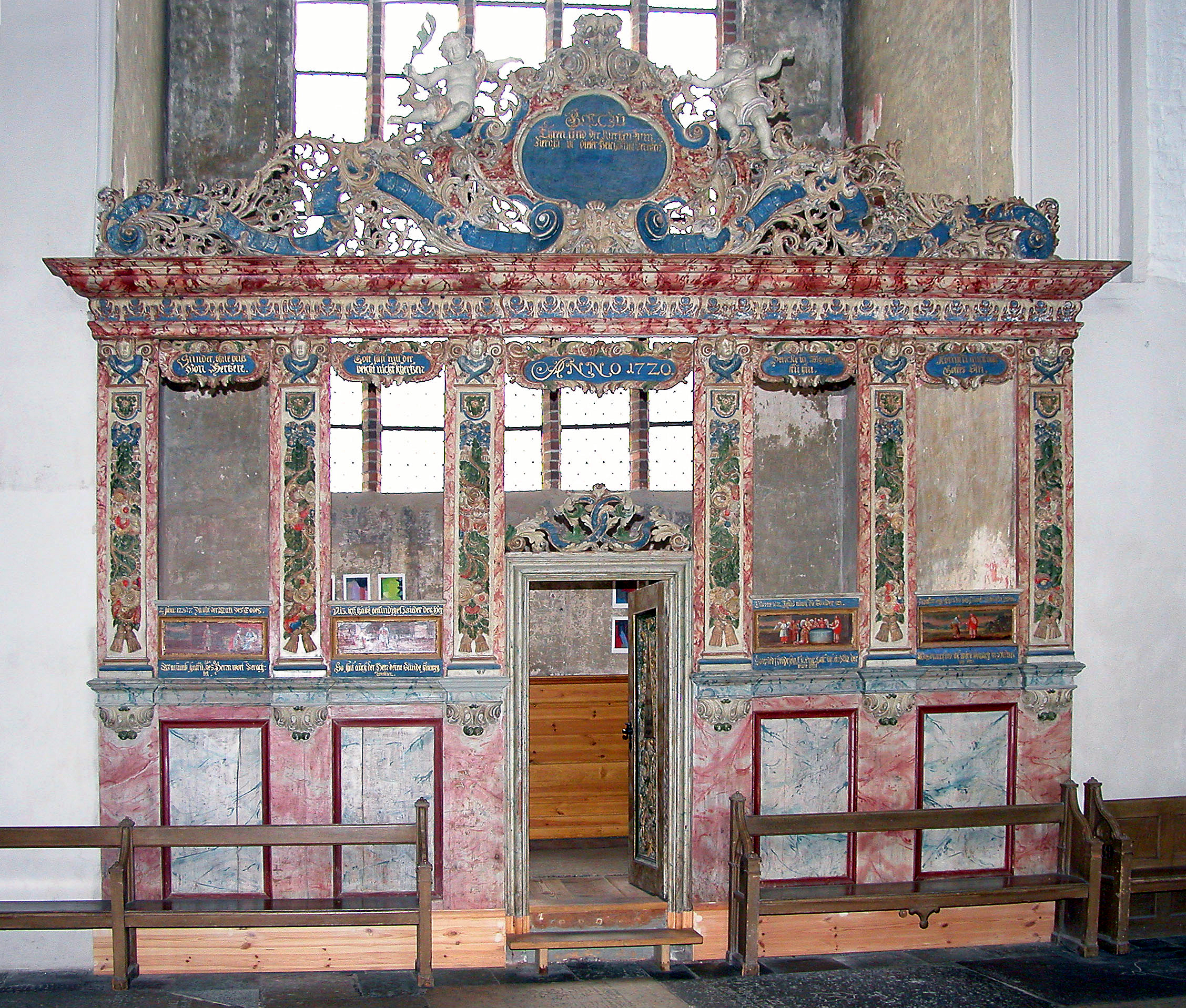
Stormer-Dersekow-Kapelle

Vor der Reformation war die Kirche neben dem Hauptaltar mit einer Vielzahl von weiteren Altären ausgestattet, die verschiedenen Heiligen geweiht waren. Sie befanden sich zum größten Teil in den Kapellen der Seitenschiffe und wurden nicht nur von Geistlichen, sondern auch von Laien, Bruderschaften und Handwerkergilden gestiftet. An diesen Altären wurden Seelenmessen für die Stifter gelesen, die teilweise vor Ort begraben lagen. In seiner 1885 verfassten historischen Abhandlung über die Geschichte der Greifswalder Kirchen zählt der Historiker Theodor Pyl 21 Kapellen auf, die seit dem 14. Jh. urkundlich belegt sind und teilweise erst im 17. Jh. gestiftet wurden. Zu den bekannteren zählen: die Marienkapelle (Kap. I), die Gerwekammer (Sakristei), die Stormer-Dersekow-Kapelle mit dem Grabstein der beiden Domherren aus dem 14. Jh. (Kap. VI), die Eldenaer Kapelle oder die 1460 gestiftete Akademische Kapelle, die der Universität als Kirchenstuhl diente. Die vielleicht bekannteste Kapelle ist die 1456 anlässlich der Gründung der Universität gestiftete Bürgermeisterkapelle (Kap. XIII). Diese diente zur Versammlung des Stadtrates sowie zur Aufbewahrung der Urkunden der Universität und des Domkapitels.

#### Grabplatten
Die St. Nikolaikirche zu Greifswald enthält zahlreiche Grabplatten überwiegend aus Gotland-Kalkstein aus dem 14. – 19. Jahrhundert. Auf einigen sind Ritzzeichnungen der Verstorbenen samt Funktionsattributen dargestellt, außerdem Inschriften mit Angaben zu den Personen. Zu den gut erhaltenen Grabplatten zählen unter anderem die Grabplatte für Abt Hartwig von Eldena und Johann Heun sowie die figürliche Doppelgrabplatte für die Domherren Johannes Stormer und Ludolf Dersekow. Erstere stammt ursprünglich aus dem Zisterzienserkloster St. Marien in Eldena, wurde später in den Dom gebracht und wiederverwendet. Erwähnenswert ist auch die Grabplatte des Propstes Lorenz Bokholt aus dem Jahr 1501. Die beiden Grabplatten der Domherren Stormer und Dersekow sowie des Propstes Bokholt stellen dabei eine Ausnahmeerscheinung dar. Diese Denkmäler des Memorialwesens gehören zu den wenigen vorreformatorischen Objekten, die in der Neuzeit nicht neu beschriftet wurden. Im Dom befinden sich insgesamt ca. 150 Grabplatten (bzw. -Fragmente), die in den späteren Jahrhunderten größtenteils wiederverwendet wurden. In nachreformatorischer Zeit änderte sich die Nutzung der Kapellen. Da keine Seelenmessen mehr stattfanden, wurden die Altäre abgetragen. Die ehemaligen Kapellen wurden nunmehr ausschließlich als Erbbegräbnisstätten genutzt.

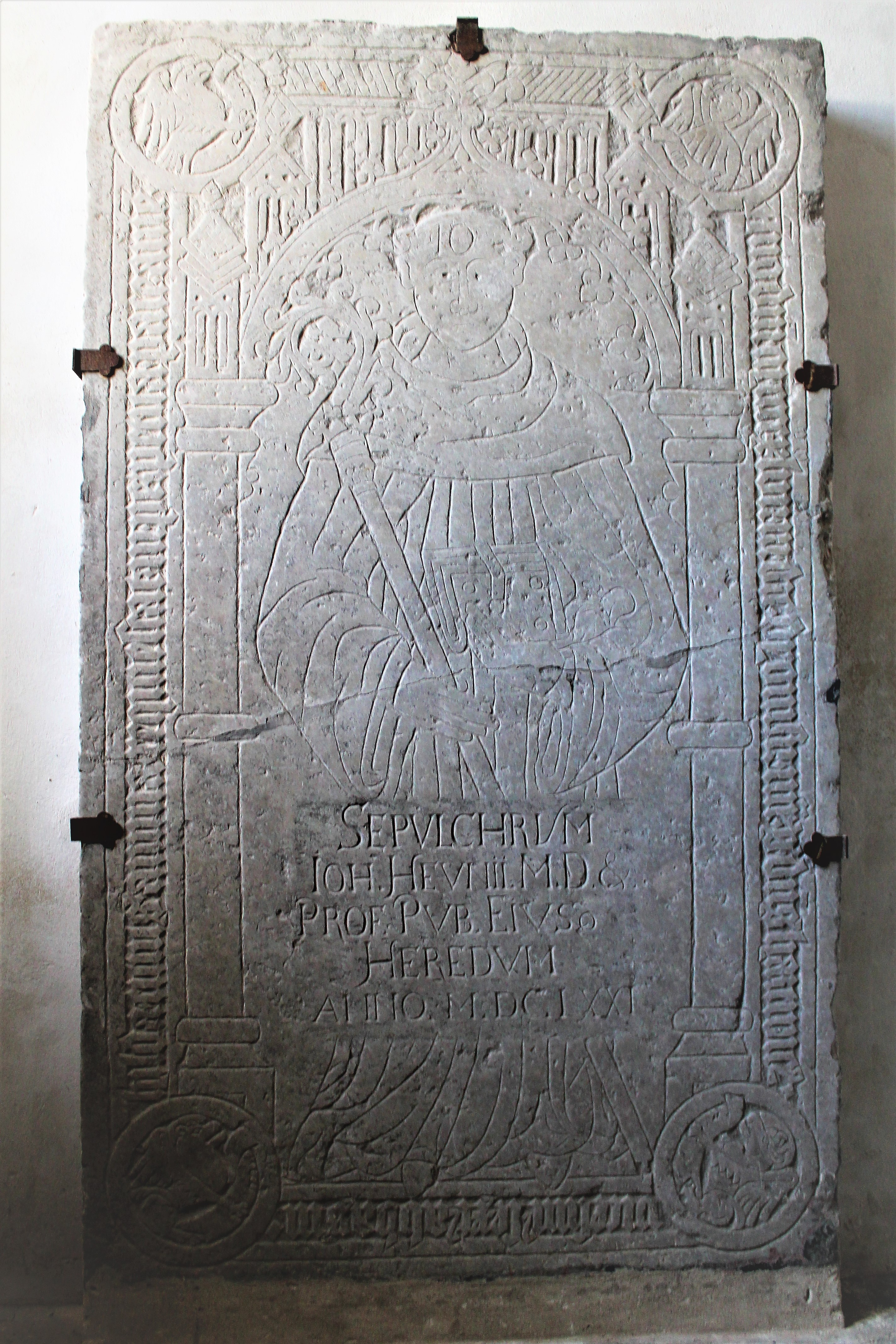
Eldenaer Grabplatte
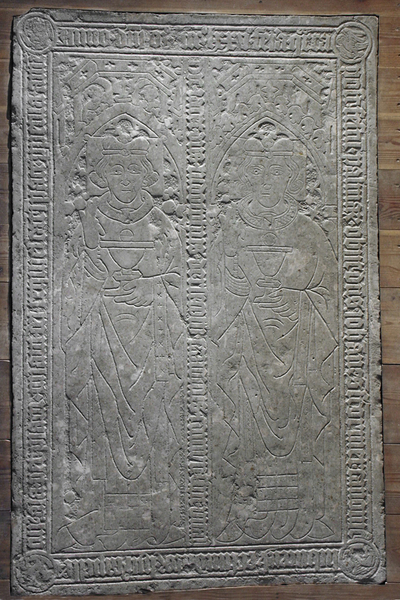
Grabplatte der Domherren

### Sonstige Ausstattung

#### Liturgische Ausstattung
Die mittelalterliche liturgische Ausstattung der St. Nikolaikirche ist heute größtenteils verloren. Als Hauptquelle zu ehemals vorhandenen liturgischen Geräten und Ausstattung bietet sich Theodor Pyls monumentales Werk zu den Greifswalder Kirchen an. Bis ins 16. Jahrhundert standen die in der Sakristei aufbewahrten Messgewänder, Ritualbücher und liturgischen Geräte unter der Obhut zweier Kustoden (Küster), die als Priester an St. Nikolai angestellt wurden und aufgrund der zu verwahrenden Schätze unter der Bürgschaft ihrer Freunde verpflichtet wurden. Die kirchlichen Geräte wurden in einem Register verzeichnet. Als nach der Einführung der Reformation seitens der herzoglichen Kanzlei verfügt wurde, dass alle wertvollen beweglichen Güter eingezogen werden sollten, wurde am 9. Februar 1545 ein detailliertes Inventarverzeichnis der gesamten Kirchenausstattung angelegt. Darin sind u. a. Gemälde, Kelche, Ziborien, Monstranzen, liturgische Gewänder minutiös beschrieben.

#### Rubenow-Tafel

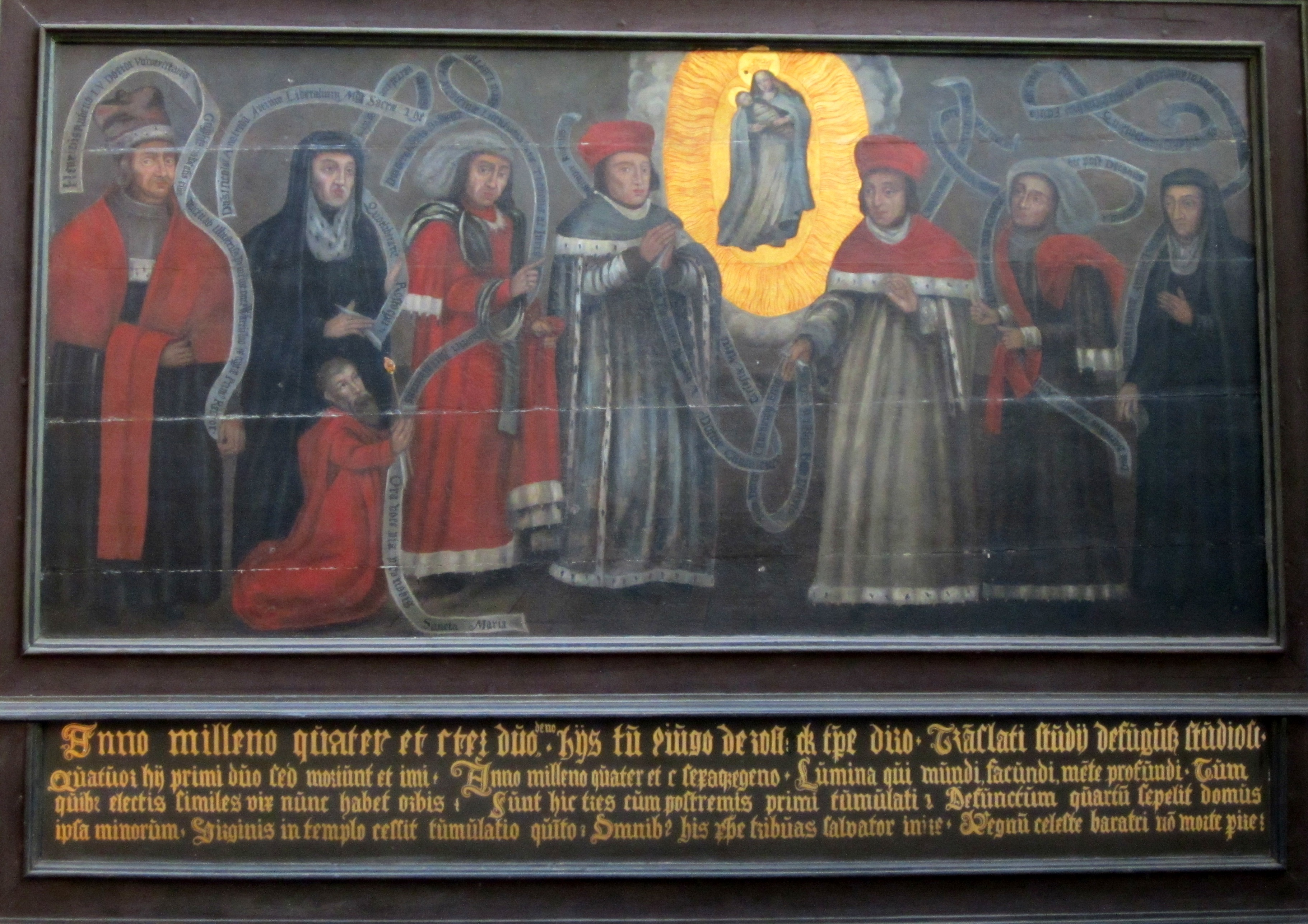
Rubenow-Tafel

Das spätmittelalterliche Tafelbild, mit Tempera auf Eichenholz gemalt, zeigt eine der frühesten Gelehrtengruppendarstellungen. Es handelt sich um eine querrechteckige Tafel, unter der sich eine ganz ähnliche Schrifttafel befindet. Beide Tafeln werden von einem profilierten modernen Rahmen umgeben. Der Maler des Bildes ist ein unbekannter norddeutscher Künstler.
Auf dem Bild sind neun Personen zu erkennen, welche in ganzer Figur dargestellt sind. Zu sehen sind sechs Greifswalder und Rostocker Professoren sowie Heinrich Rubenow, Bürgermeister und Mitgründer der Greifswalder Universität. Die Professoren tragen akademische Kleidung. Am linken Bildrand ist Heinrich Rubenow zu erkennen. Rechts neben ihm kniet der Universitätspedell mit einem Zepter in der Hand. Rechts von der Mittelachse des Gemäldes ist eine schwebende Strahlenkranzmadonna zu sehen. Auffällig ist, dass alle Figuren Schriftbänder in den Händen halten, welche in sich verschlungen sind, einander durchkreuzen oder hinter den dargestellten Personen verlaufen. Mit Ausnahme von Rubenow wenden sich alle Gelehrten der Madonna zu. Dabei erscheint Rubenow größer als die übrigen Personen. Diese Darstellung könnte im Sinne der Bedeutungsperspektive darauf zurückzuführen sein, dass Rubenow der Stifter dieses Werkes ist und seine Funktion als Rektor der Universität Greifswald betont. Ungewöhnlich für spätmittelalterliche Darstellungen ist jedoch, dass Maria deutlich kleiner als die dargestellten weltlichen Personen ist, was vom Selbstbewusstsein des Auftraggebers zeugt.

### Orgel

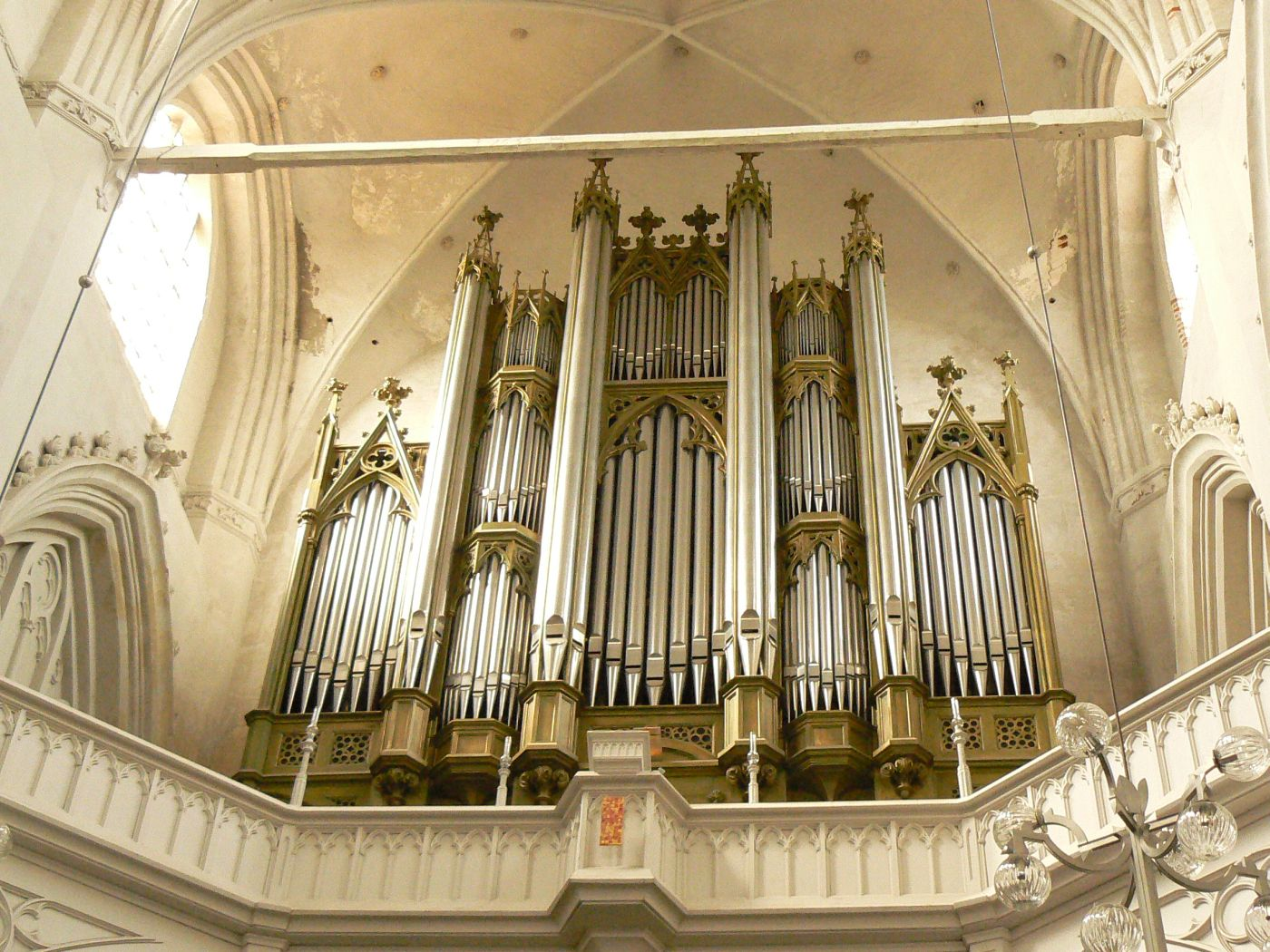
Orgelprospekt

Die heutige Orgel geht zurück auf ein Instrument, das 1831/32 von dem Orgelbauer Carl August Buchholz (Berlin) mit 45 Registern auf drei Manualen und Pedal erbaut worden war.
Im Zeitraum von 1868 bis 1872 wurde die Buchholzorgel mehrfach durch verschiedene Orgelbauer repariert. In diesem Zuge wurden auch einzelne Register ergänzt und eine Barkermaschine eingebaut. 1937 veränderte die Orgelbaufirma E. Kemper und Sohn (Lübeck) die Disposition nach den Klangvorstellungen der Orgelbewegung nachhaltig.
In den Jahren 1987 bis 1988 wurde das Instrument durch die Orgelbaufirma Jehmlich (Dresden) im historischen neogotischen Gehäuses neu erbaut, wobei 15 Register der Buchholz-Orgel wiederverwendet wurden. Das Instrument hat Schleifladen und verfügt heute über 51 Register auf drei Manualen und Pedal.
| I Unterwerk C–g3 |                   |        |
| 1.               | Praestant         | 8′     |
| 2.               | Gedackt           | 8′     |
| 3.               | Quintadena        | 8′     |
| 4.               | Prinzipal         | 4′     |
| 5.               | Gemshorn          | 4′     |
| 6.               | Prinzipal         | 2′     |
| 7.               | Quinte            | 1 ⁄3′  |
| 8.               | Terz              | 1 3⁄5′ |
| 9.               | Sifflöte          | 1′     |
| 10.              | Scharffzimbel III |        |
| 11.              | Dulzian           | 16′    |
| 12.              | Vox humana        | 8′     |
|                  | Tremulant         |        |

| II Hauptwerk C–g3 |             |       |
| 13.               | Prinzipal   | 16′   |
| 14.               | Prinzipal   | 8′    |
| 15.               | Rohrflöte   | 8′    |
| 16.               | Gemshorn    | 8′    |
| 17.               | Oktave      | 4′    |
| 18.               | Spitzflöt   | 4′    |
| 19.               | Quinte      | 2 ⁄3′ |
| 20.               | Superoktave | 2′    |
| 21.               | Mixtur IV   |       |
| 22.               | Mixtur VI   |       |
| 23.               | Cornett V   | 8′    |
| 24.               | Trompete    | 16′   |
| 25.               | Trompete    | 8′    |

| III Schwellwerk C–g3 |                 |       |
| 26.                  | Bordun          | 16′   |
| 27.                  | Prinzipal       | 8′    |
| 28.                  | Koppelflöte     | 8′    |
| 29.                  | Salicional      | 8′    |
| 30.                  | Octave          | 4′    |
| 31.                  | Rohrflöte       | 4′    |
| 32.                  | Waldflöte       | 2′    |
| 33.                  | Sesquialtera II | 2 ⁄3′ |
| 34.                  | Quintflöte      | 1 ⁄3′ |
| 35.                  | Mixtur V        |       |
| 36.                  | Zimbel III      |       |
| 37.                  | Trompet harm.   | 8′    |
| 38.                  | Schalmei        | 4′    |
|                      | Tremulant       |       |

| Pedal C–f1 |               |     |
| 39.        | Untersatz     | 32′ |
| 40.        | Prinzipal     | 16′ |
| 41.        | Subbaß        | 16′ |
| 42.        | Oktave        | 8′  |
| 43.        | Gedackt       | 8′  |
| 44.        | Oktave        | 4′  |
| 45.        | Pommer        | 4′  |
| 46.        | Choralflöte   | 2′  |
| 47.        | Hintersatz V  |     |
| 48.        | Baßcornett IV |     |
| 49.        | Posaune       | 16′ |
| 50.        | Trompete      | 8′  |
| 51.        | Clairon       | 4′  |

- Koppeln: I/II, III/II, I/P, II/P, III/P

Zu den Kirchenmusikern des Domes zählte Hans Pflugbeil (1937–1974), der 1946 mit der bis heute existierenden Greifswalder Bachwoche das älteste Musikfestival in Mecklenburg-Vorpommern ins Leben rief. Weitere Kirchenmusiker waren Jochen A. Modeß (1993–2018 Domkantor) und Frank Dittmer (2000–2021 Domorganist).

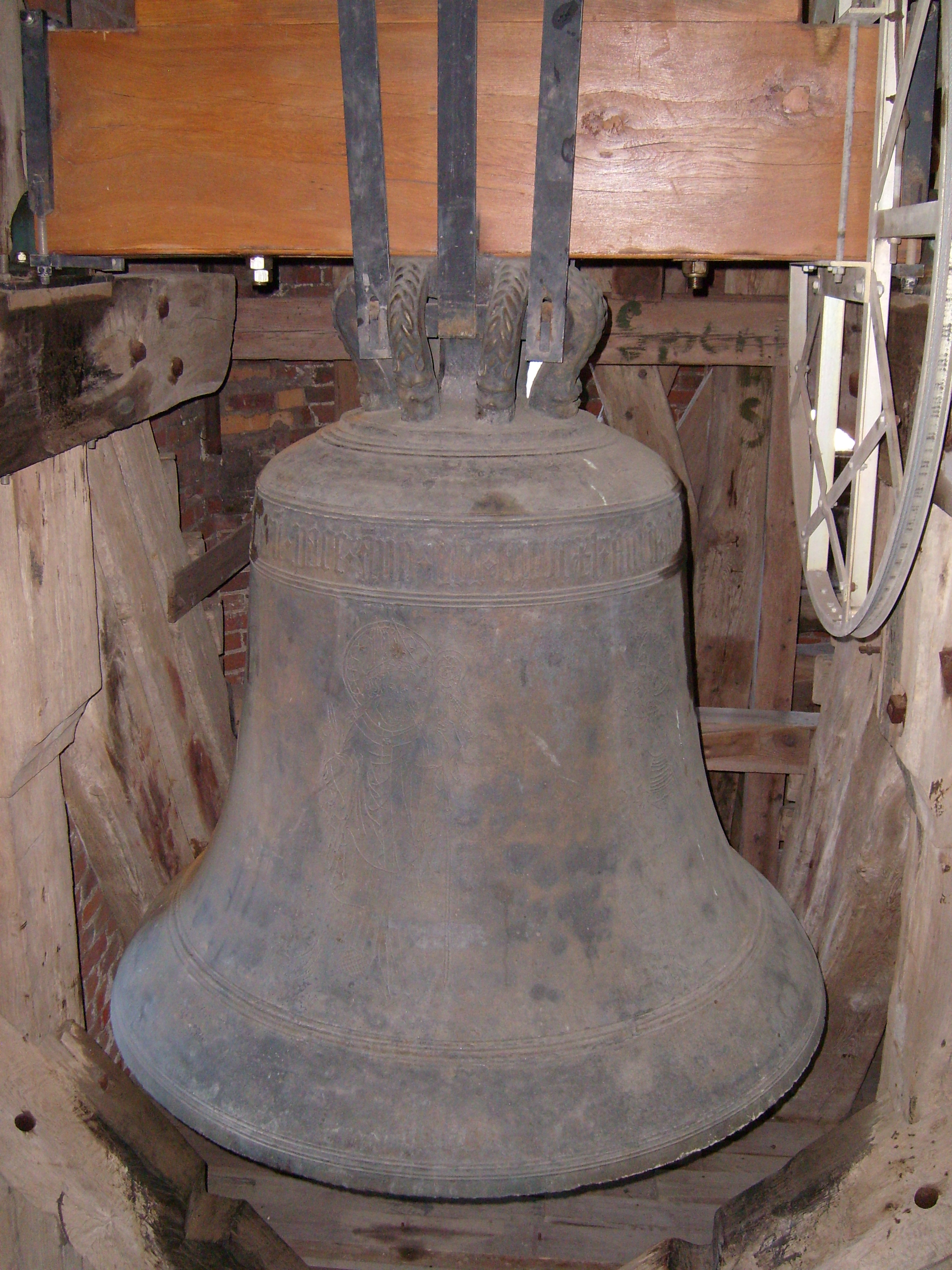
Große Bet- und Professorenglocke

### Glocken

#### Überblick
Der Dom verfügt über sieben sehr unterschiedliche Glocken.
Die wegen ihres schönen Klangs berühmte St.-Nikolaus-Glocke von 1568 zersprang im Februar 1755 und wurde 1856 zusammen mit zwei weiteren Glocken umgegossen, ohne dass sich das Geläut verbesserte. 1789 kam die Franziskanerglocke aus der Franziskanerkirche in die Nikolaikirche und wurde als Schlagglocke in der Turmlaterne aufgehängt. Die drei Glocken von 1856 wurden im Ersten Weltkrieg eingeschmolzen. 1930 wurden als Ersatz drei neue Glocken aufgehängt, sie wurden jedoch im Zweiten Weltkrieg eingeschmolzen. Die Kindtaufglocke musste ebenfalls abgegeben werden, kehrte allerdings zurück und wurde 1951 leihweise der Kirchengemeinde Bergholz/Löcknitz überlassen. Zwei von der Glockengießerei Schilling aus Apolda 1977 gegossene Glocken harmonierten nicht mit dem Ton der Bet- und Professorenglocke und wurden wieder verkauft; im Jahr 2006 wurde die neue Sonntagsglocke gegossen. Ebenfalls 2006 kehrte die Kindtaufglocke in den Dom zurück und die Franziskanerglocke wurde zur Läuteglocke umfunktioniert.
Um die verlorenen Glocken zu ersetzen und die alten Glocken zu schonen, wurden zwischen 2010 und 2013 drei neue Glocken gegossen. Die größte von ihnen kam 2010 auf den Turm. Es ist die Bugenhagenglocke, die als Gebetsglocke dient. Die beiden weiteren Glocken haben die Schlagtöne b1 und c2 und übernehmen die Funktionen der Sterbeglocke und der Sakramentsglocke.
| Nr. | Name                       | Gussjahr | Gießer, Gussort                    | Durchmesser (mm) | Masse (kg) | Schlagton | Liturgisches Amt                                                         |
| --- | -------------------------- | -------- | ---------------------------------- | ---------------- | ---------- | --------- | ------------------------------------------------------------------------ |
| 1   | Bet- und Professorenglocke | 1440     | Rickert de Monkehagen              | 1810             | 4020       | c1        | Basis für Festtagsgeläute und Universitätsgottesdienste                  |
| 2   | Sonntagsglocke             | 2006     | Glockengießerei Bachert, Karlsruhe | 1410             | 2274       | es1       | Basis für Sonntagsgeläute, Schiedläuten, Gang zum Grab, Vaterunserläuten |
| 3   | Bugenhagenglocke           | 2010     | Glockengießerei Bachert, Karlsruhe | 1082             | 995        | as1       | Gebetsglocke                                                             |
| 4   | Johannesglocke             | 2011     | Glockengießerei Bachert, Karlsruhe | 1003             | 815        | b1        | Sterbeglocke                                                             |
| 5   | Friedensglocke             | 2013     | Glockengießerei Bachert, Karlsruhe | 898              | 570        | c2        | Sakramentsglocke                                                         |
| 6   | Kindtaufglocke             | 1615     | Dinnies Droyse, Greifswald         | 697              | 216        | es2       | Taufgottesdienst, Taufhandlung                                           |
| 7   | Franziskanerglocke         | 14. Jh.  | unbekannt                          | 660              | 207        | f2        | Feierabendläuten (Samstag, 18 Uhr)                                       |

#### Glocken-Ritzzeichnungen
Die 1440 gegossene Professorenglocke hat seltene, kunsthistorisch bedeutsame Glockenritzzeichnungen, die in einem Werk der Kunsthistorikerin Ingrid Schulze gewürdigt werden.

## Berühmte Personen

### Bedeutende Täuflinge
- 7. September 1774 Caspar David Friedrich (1774–1840), deutscher Maler, Grafiker, Zeichner[125][126]

### Bedeutende Pfarrer
- Jacob Runge
- Johann Christian Friedrich Finelius
- Karl von Scheven
- Joachim Puttkammer

### Politiker als Besucher
- 17. Juni 1631 Gustav II. Adolf, König von Schweden
- 13. August 1712 Zar Peter I., Zar und Großfürst von Russland
- 11. Juni 1989 Erich Honecker, Staatsratsvorsitzender
- 6. Mai 1997 Roman Herzog, Bundespräsident
- 30. November 1999 Johannes Rau, Bundespräsident
- 19. September 2006 Horst Köhler, Bundespräsident

### Bedeutende Begräbnisse und Epitaphien
- Balthasar Rhaw, Gräzist und Theologe
- Sibylla Schwarz, Dichterin

### Zeitgenössische Künstler
Im Jahr 1545 wurde laut Geschichte ein Wal an der Ostseeküste bei Greifswald angespült. Davon erzählen noch heute vorhandene Wal-Fresken in den Greifswalder Kirchen. Sie waren der Auslöser, den Künstler Gil Shachar 2021 mit seiner Wal-Skulptur The Cast Whale Project in den Dom St. Nikolai einzuladen.